# Tous en cuisine, en direct avec Cyril Lignac
 (décembre 2024).
Tous en cuisine, en direct avec Cyril Lignac est une émission de télévision française, diffusée sur M6 en access prime-time du lundi au vendredi du 24 mars 2020 au 12 juin 2020, après une première émission diffusée le samedi 21 mars 2020. Elle est de nouveau diffusée du 24 août 2020 au 9 octobre 2020, du 21 décembre 2020 au 15 janvier 2021, 23 août 2021 au 17 septembre 2021, du 6 décembre 2021 au 7 janvier 2022 du 28 novembre 2022 au 30 décembre 2022, du 7 août 2023 au 1er septembre 2023 puis le 13 novembre 2023 au 5 janvier 2024.
L'émission présente le chef Cyril Lignac réalisant des plats en direct, en temps réel et en duplex avec des invités, célèbres ou non, reproduisant la recette chez eux.
L'émission est créée pendant le confinement de 2020 en France, période pendant laquelle la cuisine est une des distractions préférées des français obligés de rester chez eux. Elle est réalisée en tenant compte des gestes barrières et est un succès d'audience pendant le confinement. Un sondage réalisé par Télé Loisirs sur son site début mai 2020 place Tous en cuisine comme la meilleure émission « confinée ».
Des ouvrages reprenant les recettes de l'émission paraissent en 2020 et sont des succès de librairie.

## Concept

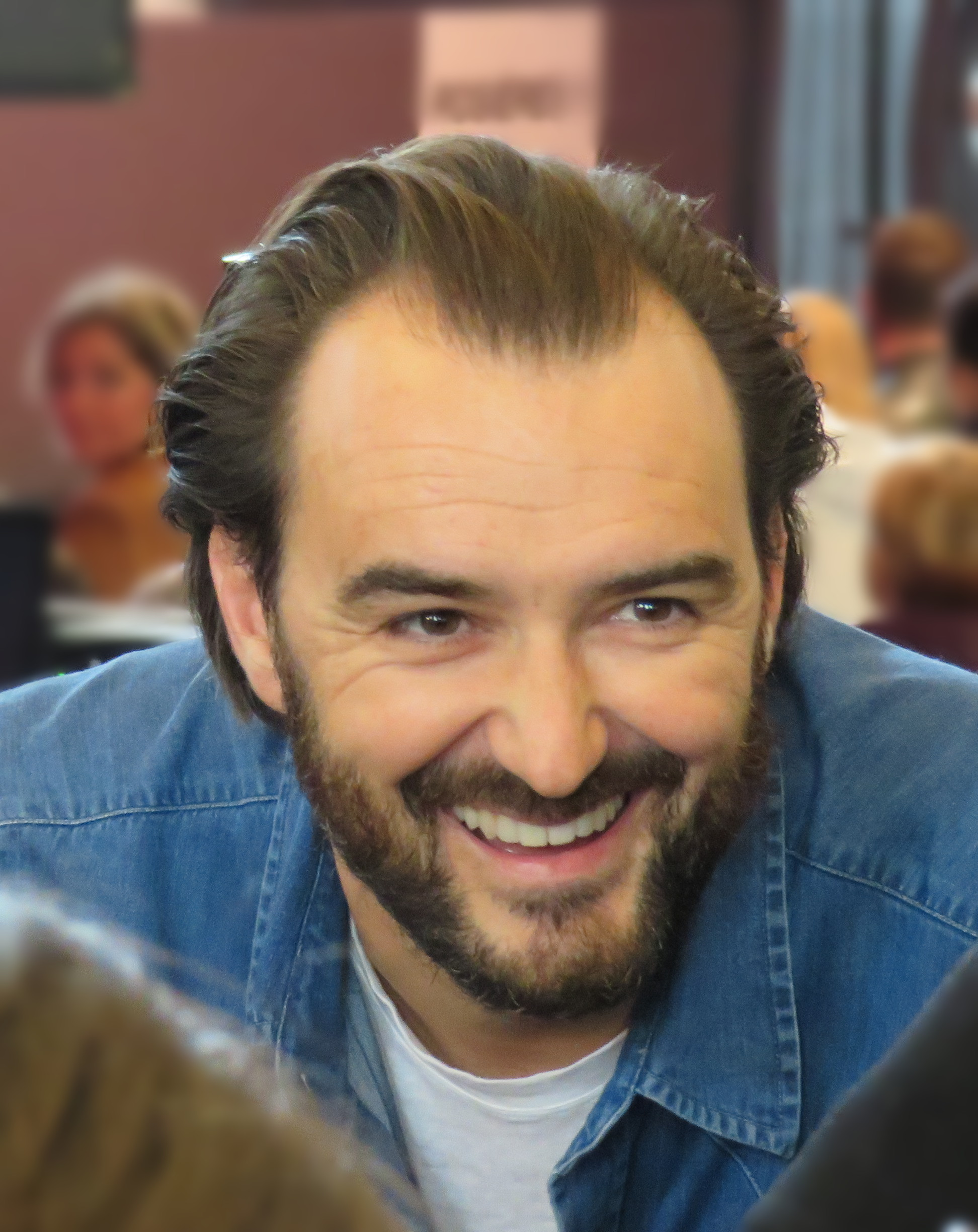
Cyril Lignac (ici, en 2017), animateur vedette de l'émission.

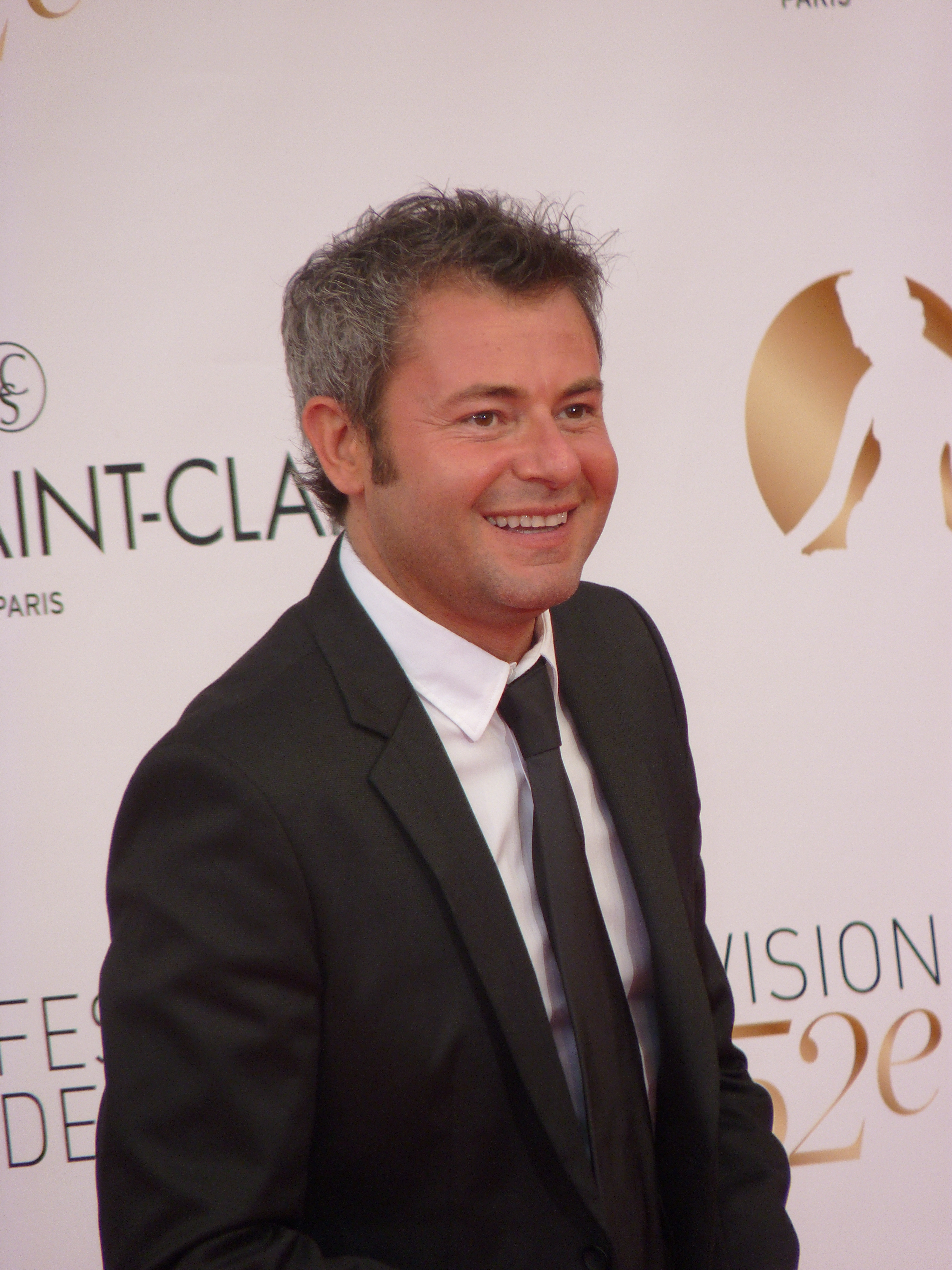
Jérôme Anthony co-présentateur avec Cyril Lignac

L'émission est créée dans le cadre du confinement de 2020 en France, après que Cyril Lignac a proposé des recettes en live sur Instagram. Depuis la cuisine de son domicile parisien, Cyril Lignac montre chaque jour les recettes d'un menu composé de 2 recettes pour 4 personnes, qu'il réalise en direct. Cyril Lignac anime l'émission en duplex avec Jérôme Anthony, qui depuis sa cuisine à Nancy, puis les villes de France tente de suivre à la lettre la recette du chef. L'émission associe également en duplex plusieurs familles dans différentes régions de France ainsi qu'un invité-surprise, tous réalisant la même recette chez eux.
Le site Cuisine az, qui publie les recettes des émissions culinaires de M6 (Top Chef, Le Meilleur pâtissier, etc.), annonce à l'avance la liste des ingrédients de la semaine pour les téléspectateurs puis publie les recettes de Cyril Lignac après chaque émission,.

## Programmation
Après un premier essai le samedi 21 mars 2020, l'émission devient une quotidienne à partir du mardi 24 mars, à la place de l’émission « Chasseurs d'appart' : qui peut battre Stéphane Plaza ? ».
Alors que Cyril Lignac n'envisageait pas aux débuts du programme de poursuivre l'émission au-delà de la période de confinement, M6 annonce régulièrement qu'elle prolonge d'une à quelques semaines la période de diffusion de Tous en cuisine. Prévu initialement pour une durée de deux semaines, le programme est d'abord prolongé jusqu'au 17 avril, jusqu'au 8 mai, jusqu'au 15 mai, jusqu'à la fin mai, jusqu'au 5 juin puis jusqu'au 12 juin 2020, date au-delà de laquelle la case est reprise par l'émission de Stéphane Plaza.
Le 6 juillet 2020, M6 annonce son intention de programmer une nouvelle saison de Tous en cuisine. Le 4 août, M6 dévoile la date de retour de Tous en cuisine qui revient le 24 août 2020 à 18 h 40, avec quelques nouveautés. L'émission laisse sa place à la saison 6 d'Objectif Top Chef à partir du 12 octobre 2020.
Lors de la dernière émission de la seconde saison de Tous en cuisine diffusée le 9 octobre, Cyril Lignac et Jérôme Anthony annoncent que l'émission reviendra à l'antenne pour les fêtes de Noël. L'émission est effectivement remise à l'antenne en access 19h à partir du 21 décembre 2020, intitulée « Tous en cuisine, menus de fêtes avec Cyril Lignac » du 21 décembre au 1er janvier 2021 puis intitulée de nouveau « Tous en cuisine, en direct avec Cyril Lignac », jusqu'au 15 janvier. L'émission laisse ensuite sa place à la saison 8 de La Meilleure Boulangerie de France.
Depuis le 24 août 2020, l'émission est diffusée en différé sur la chaîne belge Plug RTL à 19 h.
Le 8 juillet 2021, M6 dévoile un teaser annonçant le retour du programme. Le 3 août 2021, M6 dévoile la date de retour de Tous en cuisine qui revient le 23 août 2021 à 18 h 40.

## Publications de livres
Un livre reprenant des recettes de l'émission, intitulé Fait maison, paraît le 11 juin 2020. Il est suivi d'un tome 2 le 3 septembre 2020 et d'un tome 3 le 10 décembre 2020, tous étant des succès de librairie,.

## Liste des émissions

### Saison 1 (mars-juin 2020)
Lors de chaque émission, Cyril Lignac rend hommage au personnel hospitalier au cours d'un bref duplex avec le personnel d'un établissement de soins en France. Lors de l'émission du jeudi 2 avril 2020, on voit ainsi apparaître Céline Lignac, infirmière et sœur de Cyril Lignac.
| Émission | Jour                    | Recette(s) | Invité(s) surprise(s)                                            |
| -------- | ----------------------- | --- | ---------------------------------------------------------------- |
| 1        | Samedi 21 mars 2020     | Curry de volaille cuisiné au curry, lait de noix de coco, pomme verte / Mousse au chocolat                     | Camille Cerf et Kev Adams                                        |
| 2        | Mardi 24 mars 2020      | Wok de légumes / Tartine œuf mimosa                                                                            | Max Boublil                                                      |
| 3        | Mercredi 25 mars 2020   | Roulé au chocolat                                                                                              | Camille Lellouche                                                |
| 4        | Jeudi 26 mars 2020      | Velouté de carottes parfumé au curcuma / Pancakes bananes et sauce caramel                                     | Éric Antoine                                                     |
| 5        | Vendredi 27 mars 2020   | Risotto de coquillettes jambon / Crumble aux pommes sans gluten                                                | Inès Reg                                                         |
| 6        | Lundi 30 mars 2020      | Veau cuisiné à la crème de moutarde, asperges vertes et champignons / Soupe au chocolat                        | François-Xavier Demaison                                         |
| 7        | Mardi 31 mars 2020      | Macaroni au ragoût à la tomate et mozzarella / Œufs en neige au citron vert, crème anglaise à la vanille       | Jarry                                                            |
| 8        | Mercredi 1er avril 2020 | Gratin dauphinois, cœur de laitue, vinaigrette acidulée / Salade de fraises à la fleur d'oranger, crème légère | Ary Abittan                                                      |
| 9        | Jeudi 2 avril 2020      | Blinis de pommes de terre, crème acidulée, truite fumée / Clafoutis aux poires                                 | Anne Marivin                                                     |
| 10       | Vendredi 3 avril 2020   | Poisson au four à l'huile d'olive, vierge de légumes / Pain perdu aux framboises                               | Black M et Léa Djadja                                            |
| 11       | Lundi 6 avril 2020      | Penne au pesto basilic / Moelleux au chocolat, glace vanille                                                   | Artus                                                            |
| 12       | Mardi 7 avril 2020      | Galette de pommes de terre, salade de roquette, tomates / Petits pots de crème à la vanille                    | Stéphane Bern                                                    |
| 13       | Mercredi 8 avril 2020   | Poulet au citron façon tajine / Brochette de bananes caramélisées aux épices douces                            | Caroline Vigneaux                                                |
| 14       | Jeudi 9 avril 2020      | Riz sauté aux saucisses et merguez / Financier aux framboises                                                  | JoeyStarr                                                        |
| 15       | Vendredi 10 avril 2020  | Poisson pané, ketchup maison / Milkshake banane-framboise                                                      | Marc-Antoine Le Bret                                             |
| 16       | Lundi 13 avril 2020     | Lasagnes à la bolognaise / Biscuit coulant au chocolat                                                         | Laëtitia Milot                                                   |
| 17       | Mardi 14 avril 2020     | Croque-monsieur croustillant à la poêle / Ratatouille au cumin, œuf cassé                                      | Mathieu Madénian                                                 |
| 18       | Mercredi 15 avril 2020  | Soufflé au comté / Risotto à la milanaise                                                                      | Jean-Baptiste Guégan                                             |
| 19       | Jeudi 16 avril 2020     | Salade de bœuf mariné / Brownie aux noix de pécan caramélisées                                                 | Isabelle et Blaise Matuidi                                       |
| 20       | Vendredi 17 avril 2020  | Saumon bouillon thaï, riz aux petits pois / Beignets aux pommes                                                | Sandra et Tomer Sisley                                           |
| 21       | Lundi 20 avril 2020     | Boulettes sauce tomate basilic, penne, burrata                                                                 | Sylvie Tellier                                                   |
| 22       | Mardi 21 avril 2020     | Brochette de poulet sauce satay, choux grillés / Flan coco, fraises menthe                                     | Baptiste Giabiconi                                               |
| 23       | Mercredi 22 avril 2020  | Succès aux framboises et agrumes                                                                               | Helena Noguerra                                                  |
| 24       | Jeudi 23 avril 2020     | Petits pois vinaigrette au curry, yaourt acidulé / Cordon bleu, écrasé de pommes de terre à l'huile d'olive    | Eden Hazard                                                      |
| 25       | Vendredi 24 avril 2020  | Taboulé vert aux crevettes / Cookies aux deux chocolats                                                        | Élodie Gossuin, Estelle Mossely et Tony Yoka                     |
| 26       | Lundi 27 avril 2020     | Salade de pâtes, pesto rosso / Banana cake                                                                     | David Douillet                                                   |
| 27       | Mardi 28 avril 2020     | Aubergines farcies aux poivrons et bœuf / Crème dessert au chocolat, framboises à l'anis                       | André Manoukian                                                  |
| 28       | Mercredi 29 avril 2020  | Crêpes au jambon, salade verte                                                                                 | Vincent Niclo Apparition de Julien Lepers                        |
| 29       | Jeudi 30 avril 2020     | Burger de bœuf, oignons caramélisés, sauce cocktail / Fraises infusées au thé                                  | Franck Dubosc                                                    |
| 30       | Vendredi 1er mai 2020   | Poisson en papillote à la verveine, beurre acidulé / Riz au lait                                               | Estelle Lefébure                                                 |
| 31       | Lundi 4 mai 2020        | Petits pois à la française, saucisses / Crème caramel, vanille et fève tonka                                   | Fauve Hautot Apparition de Jean-Marc Généreux                    |
| 32       | Mardi 5 mai 2020        | Poulet basquaise, riz cuisiné et crème de chorizo                                                              | Alex Lutz                                                        |
| 33       | Mercredi 6 mai 2020     | Soufflé au chocolat, riz soufflé caramélisé                                                                    | Bruno Guillon                                                    |
| 34       | Jeudi 7 mai 2020        | Tarte croustillante à la mozzarella et champignons / Tiramisu au café                                          | Julien Lepers                                                    |
| 35       | Vendredi 8 mai 2020     | Couscous de légumes, beignets de dattes à la ricotta                                                           | Evan Fournier et Amandine Henry                                  |
| 36       | Lundi 11 mai 2020       | Gnocchi de chou-fleur, pesto de petits pois à la menthe / Rochers coco                                         | Agustín Galiana                                                  |
| 37       | Mardi 12 mai 2020       | Bricks de poulet rôti épicé et féta / Ananas confit au four à la bergamote                                     | Olivier Giroud                                                   |
| 38       | Mercredi 13 mai 2020    | Biscuit roulé aux fraises, chantilly légère                                                                    | Cœur de pirate                                                   |
| 39       | Jeudi 14 mai 2020       | Hachis parmentier de canard, crème de parmesan                                                                 | Raymond Domenech et Estelle Denis                                |
| 40       | Vendredi 15 mai 2020    | Saumon croustillant, riz à la mangue, vinaigrette sésame oignon / Moelleux aux pommes et cannelle              | Cristina Córdula                                                 |
| 41       | Lundi 18 mai 2020       | Guacamole épicé / Bouillon de nouilles, œuf et lard                                                            | Marianne James                                                   |
| 42       | Mardi 19 mai 2020       | Risotto aux asperges vertes à l'orange, saumon mariné / Smoothie glacé banane fraise                           | Michaël Gregorio et Déborah François                             |
| 43       | Mercredi 20 mai 2020    | Nuggets de poulets, sauce barbecue, chips au paprika                                                           | Stéphane Rotenberg Apparition de Michel Sarran et Paul Pairet    |
| 44       | Jeudi 21 mai 2020       | Melon en salade / Tomates farcies                                                                              | Camille Lou                                                      |
| 45       | Vendredi 22 mai 2020    | Crevettes curry coco / Palmiers                                                                                | Tom et Michel Leeb                                               |
| 46       | Lundi 25 mai 2020       | Houmous / Mijoté de veau aux épices                                                                            | Élodie Poux                                                      |
| 47       | Mardi 26 mai 2020       | Côtelette d'agneau chimichurri, petits pois / Cake à la vanille                                                | Jo-Wilfried Tsonga Apparition de Morgan Sanson et Valère Germain |
| 48       | Mercredi 27 mai 2020    | Nems de poulet et légumes, sauce acidulée / Clafoutis aux cerises                                              | Anggun                                                           |
| 49       | Jeudi 28 mai 2020       | Moules gratinées, persillade / Riz cantonais au jambon                                                         | Gilbert Montagné                                                 |
| 50       | Vendredi 29 mai 2020    | Pâtes alle vongole / Fraises à la rose, chantilly, fromage blanc                                               | Manu Payet                                                       |
| 51       | Lundi 1er juin 2020     | Conchiglioni farcis aux épinards et chèvre / Muffins aux fruits secs                                           | Sandrine Quétier                                                 |
| 52       | Mardi 2 juin 2020       | Bouillabaisse exotique                                                                                         | Flavie Flament et Léa Lando                                      |
| 53       | Mercredi 3 juin 2020    | Caesar salad / Eton mess aux fraises                                                                           | Vincent Desagnat et Cartman                                      |
| 54       | Jeudi 4 juin 2020       | Gaspacho, salade de légumes / Salade de crevettes croustillantes, crème épicée                                 | Lara Fabian                                                      |
| 55       | Vendredi 5 juin 2020    | Moussaka / Dulce de leche, glace vanille, coco                                                                 | Natasha Saint-Pier                                               |
| 56       | Lundi 8 juin 2020       | Salade de chèvre chaud / Mousse au chocolat blanc, stracciatella                                               | Joyce Jonathan                                                   |
| 57       | Mardi 9 juin 2020       | Curry japonais de légumes / Tzatziki                                                                           | Jean-Marie et Lola Bigard                                        |
| 58       | Mercredi 10 juin 2020   | Pad thaï / Churros, sauce chocolat                                                                             | Adil Rami et Les Frangines                                       |
| 59       | Jeudi 11 juin 2020      | Poisson mariné aux agrumes / Perles du Japon, banane                                                           | Julia Vignali et Kad Merad                                       |
| 60       | Vendredi 12 juin 2020   | Paella | Issa Doumbia                                                     |

### Saison 2 (août-octobre 2020)
| Émission | Jour                       | Recette(s)                                                                       | Invité(s) surprise(s)                                        |
| -------- | -------------------------- | -------------------------------------------------------------------------------- | ------------------------------------------------------------ |
| 61       | Lundi 24 août 2020         | Salade niçoise / Mousse lactée stracciatella framboise                           | Ahmed Sylla                                                  |
| 62       | Mardi 25 août 2020         | Crevettes sandwich-roll, mayo curry / Figues rôties, spéculoos                   | Pascal Légitimus                                             |
| 63       | Mercredi 26 août 2020      | Risotto à la tomate, thon et olives / Mille-feuille aux fraises                  | Alizée                                                       |
| 64       | Jeudi 27 août 2020         | Chou braisé, za'atar maison / Pêche melba                                        | Booder                                                       |
| 65       | Vendredi 28 août 2020      | Pâtes à la carbonara                                                             | Djibril Cissé                                                |
| 66       | Lundi 31 août 2020         | Gratin de macaronis croustillants / Tarte au citron                              | Anne Roumanoff                                               |
| 67       | Mardi 1er septembre 2020   | Pizza roulée bolognaise / Crème au sésame noir                                   | Julie Ferrier                                                |
| 68       | Mercredi 2 septembre 2020  | Figues en salade, burrata et sésame / Poulet grillé aux épices, maïs coco citron | Héloïse Martin                                               |
| 69       | Jeudi 3 septembre 2020     | Salade piémontaise / Tarte fine aux pêches                                       | Panayotis Pascot Apparition d'Amanda Lear                    |
| 70       | Vendredi 4 septembre 2020  | Sushis et california rolls                                                       | Alice Pol                                                    |
| 71       | Lundi 7 septembre 2020     | Lasagnes de légumes et thon / Salade de pêche aux herbes                         | Iris Mittenaere                                              |
| 72       | Mardi 8 septembre 2020     | Galette œuf jambon fromage / Crêpe suzette                                       | Yvan Le Bolloc'h                                             |
| 73       | Mercredi 9 septembre 2020  | Dernière salade d'été / Gâteau de Savoie et compote de fruits                    | Mercotte                                                     |
| 74       | Jeudi 10 septembre 2020    | Soupe de tomates et vermicelles / Tian de légumes                                | Monsieur Poulpe                                              |
| 75       | Vendredi 11 septembre 2020 | Bœuf sauté sauce soja / Clafoutis aux mirabelles                                 | Thomas Dutronc                                               |
| 76       | Lundi 14 septembre 2020    | Haricots coco à la tomate, saucisses au four / Œufs en neige à la casserole      | Véronic Dicaire                                              |
| 77       | Mardi 15 septembre 2020    | Endives au jambon au maroilles / Tiramisu à la chicorée                          | Maëva Coucke                                                 |
| 78       | Mercredi 16 septembre 2020 | Gratin de poissons, légumes citronnés / Nems de bananes au chocolat              | Sinclair                                                     |
| 79       | Jeudi 17 septembre 2020    | Boulettes, quinoa, chips de carottes / Mug cake au chocolat                      | Hélène Segara                                                |
| 80       | Vendredi 18 septembre 2020 | Chili con carne / Mirabelles au sirop                                            | Dave                                                         |
| 81       | Lundi 21 septembre 2020    | Légumes farcis et céréales au four / Ananas rôti à la vanille coco               | Ophélie Meunier                                              |
| 82       | Mardi 22 septembre 2020    | Camembert pané croque-monsieur / Moules au bouillon curry rouge crémeux          | Amaury Vassili                                               |
| 83       | Mercredi 23 septembre 2020 | Burger, oignons confits, sauce Tartare / Pop-corn caramélisé, sauce chocolat     | Mac Lesggy                                                   |
| 84       | Jeudi 24 septembre 2020    | Rougail saucisses                                                                | Séverine Ferrer et Tina Arena                                |
| 85       | Vendredi 25 septembre 2020 | Minestrone de légumes / Escalope Milanaise, salade caprese                       | Julie Zenatti                                                |
| 86       | Lundi 28 septembre 2020    | Spaghettis aux saucisses et à la sauce tomate / Mon gâteau au citron             | Caroline Loeb, Jean-Pierre Mader, Richard Sanderson, Sloane  |
| 87       | Mardi 29 septembre 2020    | Soupe au pistou / Oreillettes                                                    | Sophie Ferjani                                               |
| 88       | Mercredi 30 septembre 2020 | Macarons amande-noisette                                                         | Julia Vignali et Isabelle Vitari                             |
| 89       | Jeudi 1er octobre 2020     | Fish'n chips / Gâteau au chocolat                                                | Gad Elmaleh                                                  |
| 90       | Vendredi 2 octobre 2020    | Linguine bolognaise de légumes / Financier à la noisette                         | Isabelle Mergault et Jean-Luc Lemoine                        |
| 91       | Lundi 5 octobre 2020       | Soupe coco curry aux crevettes / Banana cake                                     | Laury Thilleman et Tibo InShape                              |
| 92       | Mardi 6 octobre 2020       | Cataplana aux fruits de mer                                                      | Robert Pirès                                                 |
| 93       | Mercredi 7 octobre 2020    | Houmous / Falafel                                                                | Florent Peyre                                                |
| 94       | Jeudi 8 octobre 2020       | Tarte feuilletée aux champignons de Paris / Mon omelette jambon fromage          | Trois Cafés gourmands et Hugo Gaston                         |
| 95       | Vendredi 9 octobre 2020    | Poisson en croûte de sel, vierge de légumes                                      | « Foufou » (Jérôme Fourès, cameraman habituel de l'émission) |

### Saison 3 (décembre 2020-janvier 2021)
| Émission | Jour                      | Recette(s)                                                                                    | Invité(s) surprise(s)                               |
| -------- | ------------------------- | --------------------------------------------------------------------------------------------- | --------------------------------------------------- |
| 96       | Lundi 21 décembre 2020    | Foie gras mi-cuit express, chutney de dattes / Sablés de Noël                                 | Élie Semoun                                         |
| 97       | Mardi 22 décembre 2020    | Tartare de Saint-Jacques à la clémentine / Hamburger de Noël pour les grands et les petits    | Patrick Timsit                                      |
| 98       | Mercredi 23 décembre 2020 | Ma bûche de Noël au chocolat et crème vanille                                                 | Inès Reg                                            |
| 99       | Jeudi 24 décembre 2020    | Cocotte de volaille rôtie aux champignons et marrons, sauce vin jaune / Mont blanc revisité   | Jonathan Lambert                                    |
| 100      | Vendredi 25 décembre 2020 | Œufs mollets sauce hollandaise et pancakes au sarrasin / Granola de Noël maison, agrumes      | Maxime Gasteuil                                     |
| 101      | Lundi 28 décembre 2020    | Crevettes cocktail, avocat pamplemousse / Pain surprise au saumon fumé, crème aux herbes      | Camille Lacourt                                     |
| 102      | Mardi 29 décembre 2020    | Saint-Jacques rôties, topinambours, crème au rhum / Soufflé glacé aux poires                  | Malika Ménard                                       |
| 103      | Mercredi 30 décembre 2020 | Ravioles de foie gras, crème à l'oignon rouge / Ananas et mangue safranés, crème à la vanille | Larusso                                             |
| 104      | Jeudi 31 décembre 2020    | Bœuf Wellington / Coupe de litchis et chantilly bicolore                                      | Ary Abittan                                         |
| 105      | Vendredi 1er janvier 2021 | Saumon gravlax, vinaigrette aux herbes / Mousse croustillante chocolat noisette               | Jérémy Frérot                                       |
| 106      | Lundi 4 janvier 2021      | Bouillon aux boulettes de viande et légumes d'hiver / Gâteau renversé à l'ananas              | Max Boublil                                         |
| 107      | Mardi 5 janvier 2021      | Filet de bœuf au poivre, salade d'épinards / Tarte aux mendiants                              | Nikola Karabatic                                    |
| 108      | Mercredi 6 janvier 2021   | Galette des rois à l'amande                                                                   | Valentina                                           |
| 109      | Jeudi 7 janvier 2021      | Spaghettis au fromage et poivre / Citron soufflé                                              | Kheiron                                             |
| 110      | Vendredi 8 janvier 2021   | Gaufres à la crème au citron, ciboulette / Pain d'épices, zestes d'oranges                    | Pablo Mira                                          |
| 111      | Lundi 11 janvier 2021     | Velouté de potimarron aux amandes / Coquilles de poisson gratinées aux poireaux               | Virginie Hocq                                       |
| 112      | Mardi 12 janvier 2021     | Salade de lentilles à la cannelle, œufs mollets / Magret de canard aux fruits, polenta        | Éric Antoine                                        |
| 113      | Mercredi 13 janvier 2021  | Ma Tartiflette croustillante / Poire belle-Hélène, crème chantilly                            | Amandine Petit                                      |
| 114      | Jeudi 14 janvier 2021     | Omelette aux champignons, crème au vin jaune / Financier aux cassis et marrons glacés         | Michaël Youn, Benjamin Morgaine et Vincent Desagnat |
| 115      | Vendredi 15 janvier 2021  | Koulibiac de saumon, beurre blanc                                                             | Alex Vizorek et Kody                                |

### Saison 4 (août-septembre 2021)
| Émission | Jour                        | Recette(s)                                                                                     | Invité(s) surprise(s) |
| -------- | --------------------------- | ---------------------------------------------------------------------------------------------- | --------------------- |
| 116      | Lundi 23 août 2021          | Carpaccio de sardines au citron et baies roses / Beignets de sardines, sauce tartare           | Aucun                 |
| 117      | Mardi 24 août 2021          | Ma salade tomates mozza / Moelleux au chocolat                                                 | Samuel Le Bihan       |
| 118      | Mercredi 25 août 2021       | Préfou croustillant au chèvre frais / Brioche perdue, fruits de saison                         | Marie Portolano       |
| 119      | Jeudi 26 août 2021          | Hot dog aux saucisses de Toulouse, sauce cocktail / Croustade de pommes                        | Aucun                 |
| 120      | Vendredi 27 août 2021       | Soupe thaïlandaise façon Cyril Lignac / Fraises et figues, chantilly meringue (Eton mess)      | Aucun                 |
| 121      | Lundi 30 août 2021          | Ma tarte croustillante de légumes à partager / Carpaccio de fruits aux herbes                  | Aucun                 |
| 122      | Mardi 31 août 2021          | Tomates en salade "sauce tonnato" / Mes pâtes farcies et coquillages                           | Aucun                 |
| 123      | Mercredi 1er septembre 2021 | Croissant au jambon, œuf au plat, sauce épicée / Tiramisu aux fruits rouges revisité           | Aucun                 |
| 124      | Jeudi 2 septembre 2021      | Le pad thaï de Cyril Lignac / Roulés à la cannelle                                             | Aucun                 |
| 125      | Vendredi 3 septembre 2021   | Risotto au pistou, brocolis grillés / Ma tarte feuilletée amandine aux pommes                  | Aucun                 |
| 126      | Lundi 6 septembre 2021      | Tarama maison / Poulet épicé croustillant                                                      | Aucun                 |
| 127      | Mardi 7 septembre 2021      | Tartare de bœuf Savora, pommes paille / Crème brulée à la vanille                              | Aucun                 |
| 128      | Mercredi 8 septembre 2021   | Tacos de poulet à la coréenne, mayo fumée / Pancakes au chocolat et à la banane                | Ophélie Meunier       |
| 129      | Jeudi 9 septembre 2021      | Le fluffy avocado toast de Cyril Lignac / Tarte aux mirabelles                                 | Élodie Gossuin        |
| 130      | Vendredi 10 septembre 2021  | Lasagnes de saumon aux épinards / Omelette sucrée tornado, glace vanille                       | Aucun                 |
| 131      | Lundi 13 septembre 2021     | Blanquette de veau                                                                             | Camille Cerf          |
| 132      | Mardi 14 septembre 2021     | Magret de canard au poivre vert, gratin dauphinois / Tarte au citron meringuée de Cyril Lignac | Bruno Guillon         |
| 133      | Mercredi 15 septembre 2021  | Aubergine et filet mignon sucré salé / Tarte sablée aux fraises                                | Marine Lorphelin      |
| 134      | Jeudi 16 septembre 2021     | Hachis parmentier / Mousse au chocolat                                                         | Aucun                 |
| 135      | Vendredi 17 septembre 2021  | Côte de bœuf rôtie, ratatouille, chimichurri                                                   | Philippe Caverivière  |

### Saison 5 (décembre 2021-janvier 2022)
| Émission | Jour                      | Recette(s) | Invité(s) surprise(s)                     |
| -------- | ------------------------- | --- | ----------------------------------------- |
| 136      | Lundi 6 décembre 2021     | Salade de Saint-Jacques et tominambours / Lasagnes forestières aux cuisses de canard                            | Jeff Panacloc                             |
| 137      | Mardi 7 décembre 2021     | Œufs mimosa au wasabi / Pastilla de cuisses de volaille aux fruits secs                                         | Joey Starr                                |
| 138      | Mercredi 8 décembre 2021  | Ravioles de langoustines, crème au basilic / Pain d'épices, fruits confits                                      | Tibo InShape et Juju Fitcats              |
| 139      | Jeudi 9 décembre 2021     | Vol-au-vent de volaille, crème de truffe                                                                        | Elsa Esnoult                              |
| 140      | Vendredi 10 décembre 2021 | Merlan pané, beurre monté acidulé aux œufs de poisson / Gâteau aux amandes et griottes                          | Laury Thilleman                           |
| 141      | Lundi 13 décembre 2021    | Magret de canard aux pruneaux / Mousse au chocolat noir, chantilly caramel                                      | Panayotis Pascot                          |
| 142      | Mardi 14 décembre 2021    | Vacherin mont d'or aux saucisses / Tiramisu aux fruits de la passion                                            | David Douillet                            |
| 143      | Mercredi 15 décembre 2021 | Tartare de Saint-Jacques au foie gras et pomme verte / Filet de tacaud meunière, risotto de potiron aux amandes | Camille Chamoux                           |
| 144      | Jeudi 16 décembre 2021    | Burger savoyard, frites au fromage / Gâteau aux pommes et épices douces                                         | Diane Leyre                               |
| 145      | Vendredi 17 décembre 2021 | Rouleaux de printemps aux crevettes et mangue / Tourte de bœuf aux champignons                                  | Charlotte de Turckheim                    |
| 146      | Lundi 20 décembre 2021    | Soupe de châtaignes au gingembre / Filet de chapon farci au foie gras, lacqué au miel                           | André Manoukian                           |
| 147      | Mardi 21 décembre 2021    | Velouté de potimarron coco, toasts de copeaux de foie gras / Pigeon en croûte de sel, condiment aux dattes      | Cartman                                   |
| 148      | Mercredi 22 décembre 2021 | Huîtres chaudes aux algues / Linguine de Saint-Jacques, crème de banyuls                                        | Héloïse Martin                            |
| 149      | Jeudi 23 décembre 2021    | Bûche au chocolat et passion                                                                                    | Les demi-finalistes du Meilleur Pâtissier |
| 150      | Vendredi 24 décembre 2021 | Terrines d'escalopes de foie gras poêlées au chou / Moelleux à l'orange                                         | Anne Sila                                 |
| 151      | Lundi 27 décembre 2021    | Velouté de cresson au curry / Tourte de cabillaud aux légumes                                                   | Ophélie Meunier                           |
| 152      | Mardi 28 décembre 2021    | Chevreuil rôti aux airelles / Omelette norvégienne à l'amande                                                   | Les Coquettes                             |
| 153      | Mercredi 29 décembre 2021 | Œufs moelleux, sauce meurette / Pithiviers jambon-fromage                                                       | Marlène Schiappa                          |
| 154      | Jeudi 30 décembre 2021    | Foie gras poêlé aux fruits et épices / Filet de dorade en croûte de brioche, pommes au four                     | Chantal Goya                              |
| 155      | Vendredi 31 décembre 2021 | Carpaccio de saumon aux baies roses et citron / Caille au beurre de truffe, marrons et clémentine               | Bérengère Krief                           |
| 156      | Lundi 3 janvier 2022      | Bœuf mariné, vinaigrette asiatique / Rôti de cabillaud au lard, jardinière de légumes                           | Lorànt Deutsch                            |
| 157      | Mardi 4 janvier 2022      | Croustillants de chèvre chaud, noix et magrets séchés / Cannellonis farcis à la bolognaise                      | Kamel Ouali                               |
| 158      | Mercredi 5 janvier 2022   | Galette des rois au chocolat                                                                                    | Marie Portolano et Valentina              |
| 159      | Jeudi 6 janvier 2022      | Ravioles de pommes de terre à la volaille rôtie / Soufflé glacé à la mangue                                     | Natasha St Pier et Paul Belmondo          |
| 160      | Vendredi 7 janvier 2022   | Soupe feuilletée aux champignons / Saumon grillé aux épices tandoori et panais                                  | Mathieu Madénian                          |

### Saison 6 (novembre-décembre 2022)
| Émission | Jour                      | Recette(s) | Invité(s) surprise(s)                                              |
| -------- | ------------------------- | --- | ------------------------------------------------------------------ |
| 161      | Lundi 28 novembre 2022    | Filet de bœuf chimichurri, rose de pommes de terre / Carpaccio de poisson blanc au piment d'Espelette              | Philippe Lellouche                                                 |
| 162      | Mardi 29 novembre 2022    | Wellington de légumes / Saint-Jacques marinées, velouté de mâche au curry                                          | Alex Vizorek                                                       |
| 163      | Mercredi 30 novembre 2022 | Canard à l'orange, carottes confites aux agrumes / Flan vanille façon œuf à la coque de Bernard Loiseau            | Nora Hamzawi                                                       |
| 164      | Jeudi 1er décembre 2022   | Tarte flambée à la truffe / Choucroute de Noël                                                                     | Joyce Jonathan                                                     |
| 165      | Vendredi 2 décembre 2022  | Petits farcis de légumes anciens et céréales / Mousse au chocolat et à la menthe                                   | Issa Doumbia                                                       |
| 166      | Lundi 5 décembre 2022     | Velouté de topinambours, fève tonka / Linguine aux calamars, sauce à la saucisse italienne                         | Lucien Jean-Baptiste                                               |
| 167      | Mardi 6 décembre 2022     | Galettes roll au saumon fumé / Gambas grillées, vierge de légumes                                                  | Éric Antoine                                                       |
| 168      | Mercredi 7 décembre 2022  | Effiloché de poulet aux épices douces façon Reine Elizabeth / Tartelettes au chocolat de la Reine Elizabeth        | Mathieu Madénian, Mercotte et les finalistes du Meilleur Pâtissier |
| 169      | Jeudi 8 décembre 2022     | Ravioles du Dauphiné, crème curcuma / Dinde farcie façon couscous                                                  | Oldelaf, Arnaud Joyet, Philippe Caverivière et Frédéric Hazan      |
| 170      | Vendredi 9 décembre 2022  | Aubergines à la parmigiana / Gâteau de crêpes à la crème citron                                                    | Anggun                                                             |
| 171      | Lundi 12 décembre 2022    | Saint-Jacques au miso / Volaille aux épices salé                                                                   | Michel Leeb et Francis Huster                                      |
| 172      | Mardi 13 décembre 2022    | Tartare de saumon / Croustillant de boudin blanc                                                                   | Olivier de Benoist                                                 |
| 173      | Mercredi 14 décembre 2022 | Jardinière de légumes de Paul Bocuse / Bar feuilleté                                                               | Elsa Esnoult                                                       |
| 174      | Jeudi 15 décembre 2022    | Calamars grillés / Gratin de pommes de terre                                                                       | Le comte de Bouderbala                                             |
| 175      | Vendredi 16 décembre 2022 | Tournedos de bœuf au foie gras / Pavlova aux fruits                                                                | Patrick Hernandez                                                  |
| 176      | Lundi 19 décembre 2022    | Saint-Jacques roties / Pain perdu aux poires                                                                       | Marc-Antoine Le Bret                                               |
| 177      | Mardi 20 décembre 2022    | Volaille farcie aux marrons et à la clémentine et sauce au poulet / Huîtres gratinées aux herbes façon Rockefeller | Ophélie Meunier et Kyan Khojandi                                   |
| 178      | Mercredi 21 décembre 2022 | Œufs moelleux à la carbonara de Joël Robuchon / Ravioles de langoustines au bouillon de foie gras de Joël Robuchon | Just Riadh                                                         |
| 179      | Jeudi 22 décembre 2022    | Chou farci au foie gras / Carré d’agneau en croûte d’herbes / Pommes paillasson                                    | Tibo InShape, Juju Fitcats et Jean-Baptiste Guegan                 |
| 180      | Vendredi 23 décembre 2022 | Buche aux agrumes et noisettes                                                                                     | Aucun                                                              |
| 181      | Lundi 26 décembre 2022    | Cabillaud au bouillon thaï / Crevettes mi-cuites                                                                   | Nelson Monfort                                                     |
| 182      | Mardi 27 décembre 2022    | Salade d’épinards, yuzu et truffe / Rôti de bœuf en croûte de sel                                                  | Kamel Ouali et les danseuses du Paradis Latin                      |
| 183      | Mercredi 28 décembre 2022 | Filets de sole et crème de crevettes / Crème glacée, fruits confits et sauce chocolat                              | Michèle Bernier                                                    |
| 184      | Jeudi 29 décembre 2022    | Quenelles de brochet / Tarte fine aux pommes                                                                       | Amandine Petit                                                     |
| 185      | Vendredi 30 décembre 2022 | Tartare de dorade à la vanille et à la mangue / Mont-blanc à a crème de marrons et au chocolat                     | Élodie Frégé et Epsilon                                            |

### Saison 7 (août 2023)
Dans cette saison est intitulé Tous en cuisine, les recettes d'été avec Cyril Lignac.
| Émission | Jour                        | Recette(s)                                                                                              | Invité(s) surprise(s)                             |
| -------- | --------------------------- | --- | ------------------------------------------------- |
| 186      | Lundi 7 août 2023           | Burger de poisson pané, sauce tartare au wasabi / Granité de pêches, crème onctueuse                    | Léa François                                      |
| 187      | Mardi 8 août 2023           | Caviar d'aubergine au tahini, grenade / brochettes de poulet épicé, salade de concombre                 | Les Coquettes (Marie Facundo et Mélodie Molinaro) |
| 188      | Mercredi 9 août 2023        | Sandwich-roll de thon mariné, mayonnaise / Fruits melba                                                 | Vaimalama Chaves                                  |
| 189      | Jeudi 10 août 2023          | Ceviche de poissons marinés, sauce lèche de tigre / Tartine grillée de tomates confites à la burrata    | Caroline Margeridon                               |
| 190      | Vendredi 11 août 2023       | Boulettes de veau au citron, polenta / Eton mess, chantilly et meringue aux cerises et chocolat         | Élisa Tovati                                      |
| 191      | Lundi 14 août 2023          | Salade de melon et fruits frais à la mozzarella / Aubergines à la parmigiana                            | Marie s'infiltre                                  |
| 192      | Mardi 15 août 2023          | Avocado toast et concombre, œuf au plat / Clafoutis aux abricots et amandes                             | Frédérick Bousquet                                |
| 193      | Mercredi 16 août 2023       | Taboulé vert et espadon grillé / Tartare de bœuf, moutarde aux épices et légumes confits                | Gwendal Marimoutou                                |
| 194      | Jeudi 17 août 2023          | Salade de melon d'eau et avocat, vinaigrette aux câpres / Les petites pâtes au ragoût de tomate et thon | Sylvie Tellier                                    |
| 195      | Vendredi 18 août 2023       | Club sandwich aux sardines marinées et tzatzíki / Cheesecake sans cuisson aux fruits rouges             | Christelle Chollet                                |
| 196      | Lundi 21 août 2023          | Salade de courgettes à la menthe, thon et cerises / Biscuit coulant au chocolat, caramel de passion     | Nicole Ferroni                                    |
| 197      | Mardi 22 août 2023          | Salade de haricots verts, burrata et pêche / Crevettes grillées au saté maison                          | Tony Saint-Laurent                                |
| 198      | Mercredi 23 août 2023       | Gaspacho de tomates, abricots et amandes / Bœuf façon tigre qui pleure, salade thaï                     | Titoff                                            |
| 199      | Jeudi 24 août 2023          | Poêlée d'encornets, tomates vertes / Tiramisu au citron et fraises                                      | Elsa Fayer                                        |
| 200      | Vendredi 25 août 2023       | Salade de riz noir aux légumes et thon mi-cuit / Mousse stracciatella au chocolat blanc et framboises   | Gil Alma                                          |
| 201      | Lundi 28 août 2023          | Tarte tatin aux aubergines, fromage frais et épices douces / Crème dessert à la fraise                  | David Douillet                                    |
| 202      | Mardi 29 août 2023          | Poisson blanc confit au beurre d'agrumes, linguine / Ma tarte amandines aux abricots                    | Arnaud Gidoin                                     |
| 203      | Mercredi 30 août 2023       | Brochettes de canard, légumes et fruits d'été / Citron comme une crème brûlée                           | Az                                                |
| 204      | Jeudi 31 août 2023          | Crème de poivron aux pois chiches, légumes croquants / Gratin de pâtes au jambon, crème de parmesan     | Kristofer Hedia                                   |
| 205      | Vendredi 1er septembre 2023 | Gaspacho vert, salade de pastèque au brocciu / Tarte fine aux figues                                    | Vincent Desagnat                                  |

### Saison 8 (novembre 2023-janvier 2024)
| Émission | Jour                       | Recette(s) | Invité(s) surprise(s)                                          |
| -------- | -------------------------- | --- | -------------------------------------------------------------- |
| 206      | Lundi 13 novembre 2023     | Cappuccino de butternut, lard croustillant / Filet de poulet moelleux en croûte d'herbes                        | Frank Lebœuf                                                   |
| 207      | Mardi 14 novembre 2023     | Frivolité de saumon et mousse de crevettes / Palets au chocolat, crème au café                                  | Marine Lorphelin                                               |
| 208      | Mercredi 15 novembre 2023  | Velouté de carottes au fromage frais / Cordon bleu, chips de légumes                                            | Florent Peyre                                                  |
| 209      | Jeudi 16 novembre 2023     | Loup au fenouil, polenta au beurre noisette et parmesan / Vacherin glacé à la clémentine                        | Patrick Timsit                                                 |
| 210      | Vendredi 17 novembre 2023  | Sandwich de crevettes en tenpura, avocat et sauce pimentée / Tarninade de fruits secs et miel, saumon fumé      | Gil Alma et Benoît Joubert                                     |
| 211      | Lundi 20 novembre 2023     | Spirale de lasagne aux légumes / Ananas en Piña Colada coco comme une crème brûlée                              | Messmer                                                        |
| 212      | Mardi 21 novembre 2023     | Filet de bœuf Rossini façon tourte / Notre Charlotte aux mangues                                                | Élodie Gossuin et Stéphane Rotenberg, Apparition de Glenn Viel |
| 213      | Mercredi 22 novembre 2023  | Brochettes laquées de bœuf au fromage, riz vinaigré / Verrine crémeuse de poires et pain d'épices               | Alex Vizorek                                                   |
| 214      | Jeudi 23 novembre 2023     | Foie gras poêlé au vin cuit, fruits confits / tiramisu aux pruneaux                                             | Élisabeth Buffet                                               |
| 215      | Vendredi 24 novembre 2023  | Risotto aux châtaignes, volaille sautée / poisson blanc mariné au fruit de la passion et noisettes              | Maurice Barthélemy                                             |
| 216      | Lundi 27 novembre 2023     | Coquelet rôti, Gnoccettis aux morilles / gâteau moelleux marbré de fruits                                       | Marc-Antoine Le Bret                                           |
| 217      | Mardi 28 novembre 2023     | Les œufs à la beaujolaise / poisson en écailles de pommes de terre                                              | Le Cas Pucine                                                  |
| 218      | Mercredi 29 novembre 2023  | Soufflé géant au gouda / escalope de veau panée crousti moelleuse                                               | Roxane et La Big Bertha                                        |
| 219      | Jeudi 30 novembre 2023     | Volaille au riesling, spätzles / forêt noire façon trifle                                                       | Vincent Niclo, F-X et Les filles en rouge                      |
| 220      | Vendredi 1er décembre 2023 | Crevettes en cheveux d'ange, sauce aigre-douce / petites pâtes cuisinées comme pouilles aux olives et saucisses | Isabelle Vitari et Les Restaurants du Cœur                     |
| 221      | Lundi 4 décembre 2023      | Parfait de foie de volaille façon foie gras aux pommes / tagliatelles de céleri, sauce à fève tonka             | Alexis Michalik et Aïda Asgharzadeh                            |
| 222      | Mardi 5 décembre 2023      | Coquilles Saint-Jacques et saumon fumé aux baies roses / confit de canard à la forestière                       | Juju Fitcats                                                   |
| 223      | Mercredi 6 décembre 2023   | Papillote de poisson gratiné au miel, légumes croquants / comme un mochi à la mangue                            | Julia, demi-finaliste du Meilleur Pâtissier, LEJ et Mercotte   |
| 224      | Jeudi 7 décembre 2023      | Côtelettes d'agneau de pré-salé, salsa verde et sarrasin / mille-feuille aux pommes et caramel beurre salé      | Titoff                                                         |
| 225      | Vendredi 8 décembre 2023   | Houmous de betterave au miel, blinis de potimarron / ravioles croustillantes de crevettes au curry vert         | Laëtitia Milot                                                 |
| 226      | Lundi 11 décembre 2023     | Sauté de volaille aux marrons, risotto aux potimarron / mi-cuit à la noisette                                   | Frédéric Bouraly et Pasquale d'Inca                            |
| 227      | Mardi 12 décembre 2023     | Vol-au-vent de poisson et crustacés sauce poulette / Poire Belle-Hélène au Gianduja                             | Shaïna, Petitom et Janfi Janssens                              |
| 228      | Mercredi 13 décembre 2023  | Croque-monsieur de fêtes à la truffe noire / merveilleux au chocolat blanc et spéculoos                         | Sylvie Tellier et Fanny, finaliste du Meilleur Pâtissier       |
| 229      | Jeudi 14 décembre 2023     | crozets aux champignons et beaufort, sot-l'y laisse poêlé / chausson de noël et sa compotée de pommes poires    | Simon Astier                                                   |
| 230      | Vendredi 15 décembre 2023  | Œufs cocotte au curcuma et champignons / linguines au saumon, œufs de truite et pesto de pistaches              | Valentina                                                      |
| 231      | Lundi 18 décembre 2023     | Carpaccio de Saint-Jacques aux kaki et fruits de la passion / Filet de veau braisé au miel                      | Elsa Esnoult et Jimmy Mohamed                                  |
| 232      | Mardi 19 décembre 2023     | Escalope de dinde farcie aux herbes / riz au lait à la vanille, agrumes et gelée royale                         | Jeff Panacloc et François-Régis Gaudry                         |
| 233      | Mercredi 20 décembre 2023  | Buche biscuit roulé comme une charlotte aux fruits                                                              | Aure Akita                                                     |
| 234      | Jeudi 21 décembre 2023     | Velouté de topinambours à la bière et truffe noire / filet de bœuf blanc bleu rôti au poivre vert et poireaux   | Nej', Apparition de François-Xavier Demaison                   |
| 235      | Vendredi 22 décembre 2023  | Foie gras mi-cuit et thon aux épices douces / tourte de crevettes aux herbes, sauce à la citronnelle            | Diane Leyre                                                    |
| 236      | Lundi 25 décembre 2023     | Raviole d'œuf coulant à la carbonara / mignon de cochon façon porchetta de Noël                                 | Camille Lacourt et Alice Detollenaere                          |
| 237      | Mardi 26 décembre 2023     | Burger de fêtes / œufs au lait à la vanille et fève tonka                                                       | Florian Gazan                                                  |
| 238      | Mercredi 27 décembre 2023  | Gyozas maison au poulet et saté / Brookie coulant au chocolat                                                   | Grégoire                                                       |
| 239      | Jeudi 28 décembre 2023     | Tartare d'huîtres, crème aigre-douce / poulet fermier "Retour des Indes", chutney de mangue                     | Amandine Petit                                                 |
| 240      | Vendredi 29 décembre 2023  | Ravioles de fois gras à la fève tonka, crème à la truffe noire / comme un soufflé avec beaucoup de chocolat     | Fabien Olicard                                                 |
| 241      | Lundi 1er janvier 2024     | Galette croustillante aux champignons et légumes / bouillon léger asiatique au poulet effiloché                 | Bruno Cormerais, Noëmie Honiat et Caroline Vigneaux            |
| 242      | Mardi 2 janvier 2024       | Soupe de poireaux et pomme de terre / filet de cabillaud au beurre fondu à la ciboulette, riz pilaf             | Zaho et Florent Mothe                                          |
| 243      | Mercredi 3 janvier 2024    | Galette des rois soleil à la noisette                                                                           | François-Xavier Demaison                                       |
| 244      | Jeudi 4 janvier 2024       | Marmite du pêcheur aux épices douces / accompagnement: risotto de céleri au fromage de brebis et truffe noire   | Dave                                                           |
| 245      | Vendredi 5 janvier 2024    | Tartelette craquante au chèvre et noix de pécan / arancini croustillants safranés, saumon mayonnaise pimenté    | Nathalie Marquay-Pernaut                                       |

### Saison 9 (décembre 2024-janvier 2025)
| Émission | Jour                      | Recette(s)                                                                                                   | Invité(s) surprise(s)                  |  |
| -------- | ------------------------- | --- | -------------------------------------- |  |
| 246      | Lundi 2 décembre 2024     | Gnocchi minute de patate douce et sauce fromage bleu / Tiramisu façon Mont-Blanc                             | François Berléand                      |  |
| 247      | Mardi 3 décembre 2024     | Pâtes aux langoustines à la tomate / Coupe façon chocolat liégeois à croquer                                 | Aure Atika                             |  |
| 248      | Mercredi 4 décembre 2024  | Piccata de poulet pané et tarte du jardin d'hiver / Cheesecake en verrine banane et kiwi                     | Manon Apithy-Brunet et Boladé Apithy   |  |
| 249      | Jeudi 5 décembre 2024     | Salade d'endives, miel, noix et fromage de chèvre / Moules en bouillon thaï                                  | Jean-Marc Généreux                     |  |
| 250      | Vendredi 6 décembre 2024  | Blanquette de saumon aux petits légumes, sauce poulette / Clafoutis à la poire                               | Paola Locatelli                        |  |
| 251      | Lundi 9 décembre 2024     | Paella de fêtes / Velouté vert marbré aux fanes                                                              | Pablo Mira et Lisa Brunet              |  |
| 252      | Mardi 10 décembre 2024    | Œufs a la florentine / Bœuf à la ficelle de légumes                                                          | Studio Danielle                        |  |
| 253      | Mercredi 11 décembre 2024 | Chaussons aux chorizo / Mousse légère au chocolat                                                            | Nelson Monfort                         |  |
| 254      | Jeudi 12 décembre 2024    | Carpaccio de betteraves / Roulés alsaciens                                                                   | Natasha St-Pier                        |  |
| 255      | Vendredi 13 décembre 2024 | Feuilletés aux Saint-Jacques / Pain perdu                                                                    | Sarah Schwab                           |  |
| 256      | Lundi 16 décembre 2024    | Œufs mollets et légumes d’hiver / Gâteau à l’orange comme un nuage                                           | Cerise Calixte et Maréva Galanter      |  |
| 257      | Mardi 17 décembre 2024    | Salade de laitue aux agrumes, sauce aux olives / crépinettes de cailles et foie gras                         | Amandine Petit                         |  |
| 258      | Mercredi 18 décembre 2024 | Couronne de Noël au chèvre et légumes au curry / Eton Mess au yaourt, citron, cassis                         | Clarisse Agbegnenou                    |  |
| 259      | Jeudi 19 décembre 2024    | Bourride crème au safran / Gâteau renversé au citron et à la mangue                                          | Philippe Lellouche                     |  |
| 260      | Vendredi 20 décembre 2024 | Navarin de la mer / Mon panettone surprise à la pistache                                                     | Max Boublil et Vanessa Guide           |  |
| 261      | Samedi 21 décembre 2024   | Volaille à la diable / Merveilleux vanille caramel                                                           | Camille Lacourt et Alice Dettollenaere |  |
| 262      | Lundi 23 décembre 2024    | Brochettes de Saint-Jacques, crème de chou-fleur / Poire feuilletée, sauce chocolat                          | Julien et Lola Courbet                 |  |
| 263      | Mardi 24 décembre 2024    | Saumon confit, poireaux, sauce au verjus / Bûche stracciatella et marrons                                    | Gus Illusionniste                      |  |
| 264      | Mercredi 25 décembre 2024 | Effiloché de cochon aux épices de Noël et semoule / Pavlova aux fruits exotiques                             | Sylvie Tellier                         |  |
| 265      | Jeudi 26 décembre 2024    | Pot-au-feu de foie gras / Soufflé aux noisettes                                                              | Mercotte, Mcfly et Carlito             |  |
| 266      | Vendredi 27 décembre 2024 | Œuf à la truffe dans un oignon / Poulet cocotte grand-mère                                                   | Steevy Boulay                          |  |
| 267      | Samedi 28 décembre 2024   | Smash burger et frites de patates douces / Gâteau étoilé au pain d'épices                                    | Olivier et Caroline De Benoist         |  |
| 268      | Lundi 30 décembre 2024    | Velouté de panais, tombée de soja aux épices douces / Pizzette fromage à raclette, champignons et œuf minute | Elsa Esnoult                           |  |
| 269      | Mardi 31 décembre 2024    | Volaille sauce suprême / Île flottante aux pralines roses et caramel                                         | Marion Bartoli                         |  |
| 270      | Mercredi 1er janvier 2025 | Roulé feuilleté au saumon et épinards / fruits givrés                                                        | Vincent Niclo                          |  |
| 271      | Jeudi 2 janvier 2025      | Petits poivrons farcis à la brandade de morue / Gâteau fondant aux amandes et cerises noires                 | Noémie Honiat                          |  |
| 272      | Vendredi 3 janvier 2025   | Saucisson en brioche aux pistaches / Crêpes suzette                                                          | Kamet Ouali et Zoé Clauzure            |  |
| 273      | Samedi 4 janvier 2025     | Suprêmes de volaille de Loué, crème à la moutarde / Verrine de pommes caramélisées et sablé breton           | Patrick Chesnais                       |  |

## Production

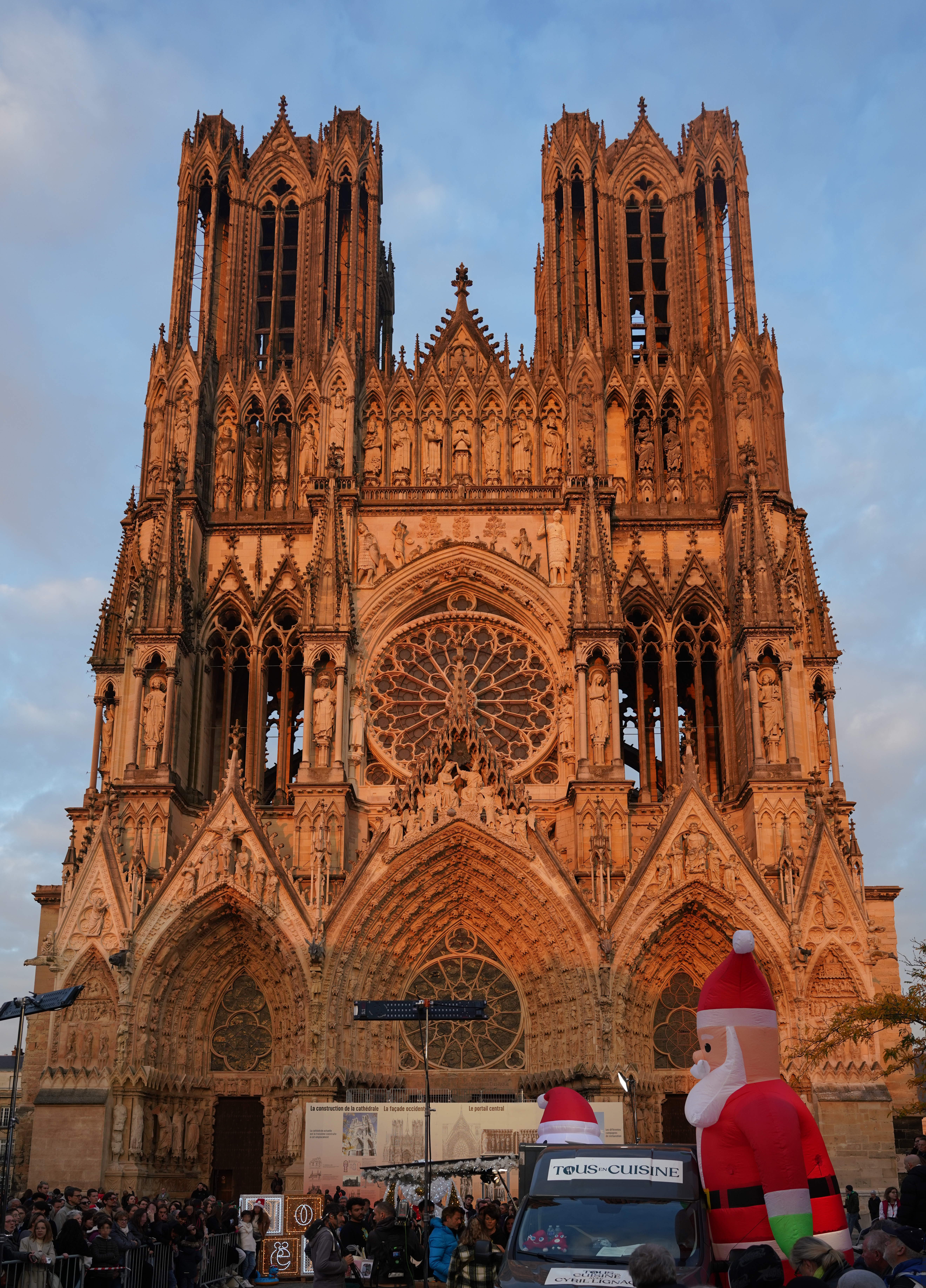
enregistrement de l’émission sur la Place du Cardinal-Luçon.

Les premières saisons sont tournées au domicile de Cyril Lignac. D'août 2021 à janvier 2022, le tournage a lieu sur les toits du Bazar de l'Hôtel de Ville à Paris.
Dans sa première saison, l'émission fait l'objet d'une répétition le matin à onze heures. L'émission est filmée par des caméras automatiques et un seul cameraman en présentiel, Jérôme Fourès, avec qui il partage la dégustation de son plat après la diffusion. L'émission est réalisée par Sébastien Zibi (réalisateur de Top Chef et Pékin Express) pour Kitchen Factory Production, qui produit habituellement Le Meilleur Pâtissier.

## Audiences
Légende :
- Plus hauts scores d'audiences
- Plus bas scores d'audiences

### Saison 1 (mars-juin 2020)
| Émission             | Jour et horaire de diffusion | Nombre de téléspectateurs | Part de marché sur les 4 ans et plus | Classement | Réf.     |
| -------------------- | ---------------------------- | ------------------------- | ------------------------------------ | ---------- | -------- |
| 1                    | 21 mars 2020 (18:45-19:45)   | 1 300 000                 | 6,2 %                                | 5e         | [ a 1 ]  |
| 2                    | 24 mars 2020 (18:45-19:45)   | 1 540 000                 | 7,3 %                                | 5e         | [ a 2 ]  |
| 3                    | 25 mars 2020 (18:45-19:45)   | 1 580 000                 | 7,5 %                                | 5e         | [ a 3 ]  |
| 4                    | 26 mars 2020 (18:45-19:45)   | 1 620 000                 | 7,8 %                                | 5e         | [ a 4 ]  |
| 5                    | 27 mars 2020 (18:45-19:45)   | 2 080 000                 | 9,7 %                                | 4e         | [ a 5 ]  |
| Moyenne hebdomadaire | Moyenne hebdomadaire         | —                         | —                                    | —          | —        |
| 6                    | 30 mars 2020 (18:45-19:45)   | 1 790 000                 | 8,8 %                                | 5e         | [ a 6 ]  |
| 7                    | 31 mars 2020 (18:45-19:45)   | 2 030 000                 | 10 %                                 | 4e         | [ a 7 ]  |
| 8                    | 1er avril 2020 (18:45-19:45) | 2 100 000                 | 10,3 %                               | 4e         | [ a 8 ]  |
| 9                    | 2 avril 2020 (18:45-19:45)   | 2 400 000                 | 11,6 %                               | 3e         | [ a 9 ]  |
| 10                   | 3 avril 2020 (18:45-19:45)   | 2 070 000                 | 10,3 %                               | 4e         | [ a 10 ] |
| Moyenne hebdomadaire | Moyenne hebdomadaire         | —                         | —                                    | —          | —        |
| 11                   | 6 avril 2020 (18:45-19:45)   | 2 230 000                 | 10,9 %                               | 3e         | [ a 11 ] |
| 12                   | 7 avril 2020 (18:45-19:45)   | 2 220 000                 | 11,3 %                               | 3e         | [ a 12 ] |
| 13                   | 8 avril 2020 (18:45-19:45)   | 2 140 000                 | 11,4 %                               | 3e         | [ a 13 ] |
| 14                   | 9 avril 2020 (18:45-19:45)   | 2 260 000                 | 12 %                                 | 3e         | [ a 14 ] |
| 15                   | 10 avril 2020 (18:45-19:45)  | 1 910 000                 | 10,7 %                               | 3e         | [ a 15 ] |
| Moyenne hebdomadaire | Moyenne hebdomadaire         | —                         | —                                    | —          | —        |
| 16                   | 13 avril 2020 (18:45-19:45)  | 2 500 000                 | 11,3 %                               | 4e         | [ a 16 ] |
| 17                   | 14 avril 2020 (18:45-19:45)  | 2 400 000                 | 12,1 %                               | 3e         | [ a 17 ] |
| 18                   | 15 avril 2020 (18:45-19:45)  | 2 300 000                 | 11,9 %                               | 3e         | [ a 18 ] |
| 19                   | 16 avril 2020 (18:45-19:45)  | 2 470 000                 | 12,9 %                               | 3e         | [ a 19 ] |
| 20                   | 17 avril 2020 (18:45-19:45)  | 2 450 000                 | 12,8 %                               | 3e         | [ a 20 ] |
| Moyenne hebdomadaire | Moyenne hebdomadaire         | —                         | —                                    | —          | —        |
| 21                   | 20 avril 2020 (18:45-19:45)  | 2 480 000                 | 12,3 %                               | 3e         | [ a 21 ] |
| 22                   | 21 avril 2020 (18:45-19:45)  | 2 490 000                 | 12,9 %                               | 3e         | [ a 22 ] |
| 23                   | 22 avril 2020 (18:45-19:45)  | 2 280 000                 | 12,4 %                               | 3e         | [ a 23 ] |
| 24                   | 23 avril 2020 (18:45-19:45)  | 2 090 000                 | 12,2 %                               | 4e         | [ a 24 ] |
| 25                   | 24 avril 2020 (18:45-19:45)  | 2 300 000                 | 13 %                                 | 3e         | [ a 25 ] |
| Moyenne hebdomadaire | Moyenne hebdomadaire         | —                         | —                                    | -          | -        |
| 26                   | 27 avril 2020 (18:45-19:45)  | 2 610 000                 | 13,4 %                               | 3e         | [ a 26 ] |
| 27                   | 28 avril 2020 (18:45-19:45)  | 2 670 000                 | 13,3 %                               | 3e         | [ a 27 ] |
| 28                   | 29 avril 2020 (18:45-19:45)  | 2 640 000                 | 13,4 %                               | 3e         | [ a 28 ] |
| 29                   | 30 avril 2020 (18:45-19:45)  | 2 490 000                 | 12,3 %                               | 3e         | [ a 29 ] |
| 30                   | 1er mai 2020 (18:45-19:45)   | 2 670 000                 | 13,2 %                               | 3e         | [ a 30 ] |
| Moyenne hebdomadaire | Moyenne hebdomadaire         | —                         | —                                    | —          | —        |
| 31                   | 4 mai 2020 (18:45-19:45)     | 2 470 000                 | 13,5 %                               | 3e         | [ a 31 ] |
| 32                   | 5 mai 2020 (18:45-19:45)     | 2 350 000                 | 12,5 %                               | 3e         | [ a 32 ] |
| 33                   | 6 mai 2020 (18:45-19:45)     | 2 290 000                 | 13,2 %                               | 3e         | [ a 33 ] |
| 34                   | 7 mai 2020 (18:45-19:45)     | 2 100 000                 | 12,1 %                               | 4e         | [ a 34 ] |
| 35                   | 8 mai 2020 (18:45-19:45)     | 2 200 000                 | 12,8 %                               | 4e         | [ a 35 ] |
| Moyenne hebdomadaire | Moyenne hebdomadaire         | —                         | —                                    | —          | —        |
| 36                   | 11 mai 2020 (18:45-19:45)    | 2 100 000                 | 11,4 %                               | 4e         | [ a 36 ] |
| 37                   | 12 mai 2020 (18:45-19:45)    | 2 080 000                 | 11,9 %                               | 4e         | [ a 37 ] |
| 38                   | 13 mai 2020 (18:45-19:45)    | 2 150 000                 | 11,7 %                               | 4e         | [ a 38 ] |
| 39                   | 14 mai 2020 (18:45-19:45)    | 2 170 000                 | 11,9 %                               | 4e         | [ a 39 ] |
| 40                   | 15 mai 2020 (18:45-19:45)    | 1 840 000                 | 11,2 %                               | 4e         | [ a 40 ] |
| Moyenne hebdomadaire | Moyenne hebdomadaire         | —                         | —                                    | —          | —        |
| 41                   | 18 mai 2020 (18:45-19:45)    | 1 790 000                 | 11,1 %                               | 4e         | [ a 41 ] |
| 42                   | 19 mai 2020 (18:45-19:45)    | 1 700 000                 | 10,8 %                               | 4e         | [ a 42 ] |
| 43                   | 20 mai 2020 (18:45-19:45)    | 1 530 000                 | 10,3 %                               | 4e         | [ a 43 ] |
| 44                   | 21 mai 2020 (18:45-19:45)    | 1 590 000                 | 11,2 %                               | 4e         | [ a 44 ] |
| 45                   | 22 mai 2020 (18:45-19:45)    | 1 810 000                 | 11,7 %                               | 4e         | [ a 45 ] |
| Moyenne hebdomadaire | Moyenne hebdomadaire         | —                         | —                                    | —          | —        |
| 46                   | 25 mai 2020 (18:45-19:45)    | 1 610 000                 | 10,2 %                               | 4e         | [ a 46 ] |
| 47                   | 26 mai 2020 (18:45-19:45)    | 1 430 000                 | 9,8 %                                | 4e         | [ a 47 ] |
| 48                   | 27 mai 2020 (18:45-19:45)    | 1 640 000                 | 10,8 %                               | 4e         | [ a 48 ] |
| 49                   | 28 mai 2020 (18:45-19:45)    | 1 460 000                 | 9,3 %                                | 4e         | [ a 49 ] |
| 50                   | 29 mai 2020 (18:45-19:45)    | 1 390 000                 | 10,3 %                               | 4e         | [ a 50 ] |
| Moyenne hebdomadaire | Moyenne hebdomadaire         | —                         | —                                    | —          | —        |
| 51                   | 1er juin 2020 (18:45-19:45)  | 1 530 000                 | 10 %                                 | 4e         | [ a 51 ] |
| 52                   | 2 juin 2020 (18:45-19:45)    | 1 340 000                 | 9,5 %                                | 4e         | [ a 52 ] |
| 53                   | 3 juin 2020 (18:45-19:45)    | 1 660 000                 | 10,6 %                               | 4e         | [ a 53 ] |
| 54                   | 4 juin 2020 (18:45-19:45)    | 1 730 000                 | 10,6 %                               | 4e         | [ a 54 ] |
| 55                   | 5 juin 2020 (18:45-19:45)    | 1 420 000                 | 9,5 %                                | 4e         | [ a 55 ] |
| Moyenne hebdomadaire | Moyenne hebdomadaire         | —                         | —                                    | —          | —        |
| 56                   | 8 juin 2020 (18:45-19:45)    | 1 670 000                 | 10,1 %                               | 4e         | [ a 56 ] |
| 57                   | 9 juin 2020 (18:45-19:45)    | 1 610 000                 | 10,1 %                               | 4e         | [ a 57 ] |
| 58                   | 10 juin 2020 (18:45-19:45)   | 1 800 000                 | 11 %                                 | 4e         | [ a 58 ] |
| 59                   | 11 juin 2020 (18:45-19:45)   | 1 770 000                 | 10,5 %                               | 4e         | [ a 59 ] |
| 60                   | 12 juin 2020 (18:45-19:45)   | 1 780 000                 | 11,4 %                               | 4e         | [ a 60 ] |
| Moyenne hebdomadaire | Moyenne hebdomadaire         | —                         | —                                    | —          | —        |
| Moyenne de la saison | Moyenne de la saison         | —                         | —                                    | —          | —        |

### Saison 2 (août-octobre 2020)
| Émission             | Jour et horaire de diffusion     | Nombre de téléspectateurs | Part de marché sur les 4 ans et plus | Classement | Réf.     |
| -------------------- | -------------------------------- | ------------------------- | ------------------------------------ | ---------- | -------- |
| 61                   | 24 août 2020 (18:45-19:45)       | 1 670 000                 | 11,7 %                               | 4e         | [ a 61 ] |
| 62                   | 25 août 2020 (18:45-19:45)       | 1 490 000                 | 10,7 %                               | 4e         | [ a 62 ] |
| 63                   | 26 août 2020 (18:45-19:45)       | 1 540 000                 | 11,3 %                               | 4e         | [ a 63 ] |
| 64                   | 27 août 2020 (18:45-19:45)       | 1 540 000                 | 11,1 %                               | 4e         | [ a 64 ] |
| 65                   | 28 août 2020 (18:45-19:45)       | 1 440 000                 | 9,9 %                                | 4e         | [ a 65 ] |
| Moyenne hebdomadaire | Moyenne hebdomadaire             | —                         | —                                    | —          | —        |
| 66                   | 31 août 2020 (18:45-19:45)       | 1 670 000                 | 9,9 %                                | 4e         | [ a 66 ] |
| 67                   | 1er septembre 2020 (18:45-19:45) | 1 320 000                 | 8,7 %                                | 4e         | [ a 67 ] |
| 68                   | 2 septembre 2020 (18:45-19:45)   | 1 250 000                 | 8,5 %                                | 4e         | [ a 68 ] |
| 69                   | 3 septembre 2020 (18:45-19:45)   | 1 190 000                 | 8,3 %                                | 4e         | [ a 69 ] |
| 70                   | 4 septembre 2020 (18:45-19:45)   | 1 020 000                 | 7,7 %                                | 4e         | [ a 70 ] |
| Moyenne hebdomadaire | Moyenne hebdomadaire             | —                         | —                                    | —          | —        |
| 71                   | 7 septembre 2020 (18:45-19:45)   | 1 250 000                 | 8,5 %                                | 4e         | [ a 71 ] |
| 72                   | 8 septembre 2020 (18:45-19:45)   | 1 200 000                 | 8,4 %                                | 4e         | [ a 72 ] |
| 73                   | 9 septembre 2020 (18:45-19:45)   | 1 190 000                 | 8,1 %                                | 4e         | [ a 73 ] |
| 74                   | 10 septembre 2020 (18:45-19:45)  | 1 120 000                 | 7,7 %                                | 4e         | [ a 74 ] |
| 75                   | 11 septembre 2020 (18:45-19:45)  | 1 100 000                 | 8,1 %                                | 4e         | [ a 75 ] |
| Moyenne hebdomadaire | Moyenne hebdomadaire             | —                         | —                                    | —          | —        |
| 76                   | 14 septembre 2020 (18:45-19:45)  | 1 350 000                 | 9,4 %                                | 4e         | [ a 76 ] |
| 77                   | 15 septembre 2020 (18:45-19:45)  | 1 270 000                 | 9 %                                  | 4e         | [ a 77 ] |
| 78                   | 16 septembre 2020 (18:45-19:45)  | 1 230 000                 | 8,6 %                                | 4e         | [ a 78 ] |
| 79                   | 17 septembre 2020 (18:45-19:45)  | 1 260 000                 | 9 %                                  | 4e         | [ a 79 ] |
| 80                   | 18 septembre 2020 (18:45-19:45)  | 961 000                   | 7,2 %                                | 5e         | [ a 80 ] |
| Moyenne hebdomadaire | Moyenne hebdomadaire             | —                         | —                                    | —          | —        |
| 81                   | 21 septembre 2020 (18:45-19:45)  | 1 300 000                 | 8,5 %                                | 4e         | [ a 81 ] |
| 82                   | 22 septembre 2020 (18:45-19:45)  | 1 190 000                 | 8 %                                  | 4e         | [ a 82 ] |
| 83                   | 23 septembre 2020 (18:45-19:45)  | 1 420 000                 | 9,2 %                                | 4e         | [ a 83 ] |
| 84                   | 24 septembre 2020 (18:45-19:45)  | 1 300 000                 | 8,4 %                                | 4e         | [ a 84 ] |
| 85                   | 25 septembre 2020 (18:45-19:45)  | 1 280 000                 | 8,5 %                                | 4e         | [ a 85 ] |
| Moyenne hebdomadaire | Moyenne hebdomadaire             | —                         | —                                    | —          | —        |
| 86                   | 28 septembre 2020 (18:45-19:45)  | 1 450 000                 | 8,6 %                                | 4e         | [ a 86 ] |
| 87                   | 29 septembre 2020 (18:45-19:45)  | 1 410 000                 | 9,1 %                                | 4e         | [ a 87 ] |
| 88                   | 30 septembre 2020 (18:45-19:45)  | 1 410 000                 | 9,1 %                                | 4e         | [ a 88 ] |
| 89                   | 1er octobre 2020 (18:45-19:45)   | 1 270 000                 | 7,8 %                                | 4e         | [ a 89 ] |
| 90                   | 2 octobre 2020 (18:45-19:45)     | 1 210 000                 | 7,2 %                                | 4e         | [ a 90 ] |
| Moyenne hebdomadaire | Moyenne hebdomadaire             | —                         | —                                    | —          | —        |
| 91                   | 5 octobre 2020 (18:45-19:45)     | 1 550 000                 | 8,9 %                                | 3e         | [ a 91 ] |
| 92                   | 6 octobre 2020 (18:45-19:45)     | 1 400 000                 | 8,4 %                                | 3e         | [ a 92 ] |
| 93                   | 7 octobre 2020 (18:45-19:45)     | 1 390 000                 | 9 %                                  | 3e         | [ a 93 ] |
| 94                   | 8 octobre 2020 (18:45-19:45)     | 1 430 000                 | 9 %                                  | 4e         | [ a 94 ] |
| 95                   | 9 octobre 2020 (18:45-19:45)     | 1 260 000                 | 8,5 %                                | 4e         | [ a 95 ] |
| Moyenne hebdomadaire | Moyenne hebdomadaire             | —                         | —                                    | —          | —        |
| Moyenne de la saison | Moyenne de la saison             | —                         | —                                    | —          | —        |

### Saison 3 (décembre 2020-janvier 2021)
| Émission             | Jour et horaire de diffusion   | Nombre de téléspectateurs | Part de marché sur les 4 ans et plus | Classement | Réf.      |
| -------------------- | ------------------------------ | ------------------------- | ------------------------------------ | ---------- | --------- |
| 96                   | 21 décembre 2020 (18:45-19:45) | 2 050 000                 | 10,4 %                               | 4e         | [ a 96 ]  |
| 97                   | 22 décembre 2020 (18:45-19:45) | 1 790 000                 | 9,1 %                                | 4e         | [ a 97 ]  |
| 98                   | 23 décembre 2020 (18:45-19:45) | 1 870 000                 | 9,7 %                                | 4e         | [ a 98 ]  |
| 99                   | 24 décembre 2020 (18:45-19:45) | 1 330 000                 | 9,2 %                                | 4e         | [ a 99 ]  |
| 100                  | 25 décembre 2020 (18:45-19:45) | 1 360 000                 | 8 %                                  | 4e         | [ a 100 ] |
| Moyenne hebdomadaire | Moyenne hebdomadaire           | —                         | —                                    | —          | —         |
| 101                  | 28 décembre 2020 (18:45-19:45) | 1 840 000                 | 8,9 %                                | 4e         | [ a 101 ] |
| 102                  | 29 décembre 2020 (18:45-19:45) | 1 690 000                 | 8,9 %                                | 4e         | [ a 102 ] |
| 103                  | 30 décembre 2020 (18:45-19:45) | 1 790 000                 | 9,4 %                                | 4e         | [ a 103 ] |
| 104                  | 31 décembre 2020 (18:45-19:45) | 1 500 000                 | 8,3 %                                | 4e         | [ a 104 ] |
| 105                  | 1er janvier 2021 (18:45-19:45) | 1 970 000                 | 9,5 %                                | 4e         | [ a 105 ] |
| Moyenne hebdomadaire | Moyenne hebdomadaire           | —                         | —                                    | —          | —         |
| 106                  | 4 janvier 2021 (18:45-19:45)   | 1 700 000                 | 8,5 %                                | 4e         | [ a 106 ] |
| 107                  | 5 janvier 2021 (18:45-19:45)   | 1 590 000                 | 8,2 %                                | 4e         | [ a 107 ] |
| 108                  | 6 janvier 2021 (18:45-19:45)   | 1 850 000                 | 9,4 %                                | 4e         | [ a 108 ] |
| 109                  | 7 janvier 2021 (18:45-19:45)   | 1 450 000                 | 7 %                                  | 4e         | [ a 109 ] |
| 110                  | 8 janvier 2021 (18:45-19:45)   | 1 630 000                 | 8,6 %                                | 4e         | [ a 110 ] |
| Moyenne hebdomadaire | Moyenne hebdomadaire           | —                         | —                                    | —          | —         |
| 111                  | 11 janvier 2021 (18:45-19:45)  | 1 570 000                 | 8,1 %                                | 4e         | [ a 111 ] |
| 112                  | 12 janvier 2021 (18:45-19:45)  | 1 750 000                 | 9 %                                  | 4e         | [ a 112 ] |
| 113                  | 13 janvier 2021 (18:45-19:45)  | 1 760 000                 | 9,1 %                                | 4e         | [ a 113 ] |
| 114                  | 14 janvier 2021 (18:45-19:45)  | 1 450 000                 | 6,6 %                                | 4e         | [ a 114 ] |
| 115                  | 15 janvier 2021 (18:45-19:45)  | 1 670 000                 | 8,7 %                                | 4e         | [ a 115 ] |
| Moyenne hebdomadaire | Moyenne hebdomadaire           | —                         | —                                    | —          | —         |
| Moyenne de la saison | Moyenne de la saison           | —                         | —                                    | —          | —         |

### Saison 4 (août-septembre 2021)
| Émission             | Jour et horaire de diffusion     | Nombre de téléspectateurs | Part de marché sur les 4 ans et plus | Classement | Réf.      |
| -------------------- | -------------------------------- | ------------------------- | ------------------------------------ | ---------- | --------- |
| 116                  | 23 août 2021 (18:45-19:45)       | 1 170 000                 | 8,1 %                                | 4e         | [ a 116 ] |
| 117                  | 24 août 2021 (18:45-19:45)       | 982 000                   | 6,8 %                                | 4e         | [ a 117 ] |
| 118                  | 25 août 2021 (18:45-19:45)       | 980 000                   | 7,2 %                                | 4e         | [ a 118 ] |
| 119                  | 26 août 2021 (18:45-19:45)       | 1 140 000                 | 7,8 %                                | 4e         | [ a 119 ] |
| 120                  | 27 août 2021 (18:45-19:45)       | 948 000                   | 6,9 %                                | 4e         | [ a 120 ] |
| Moyenne hebdomadaire | Moyenne hebdomadaire             | —                         | —                                    | —          | —         |
| 121                  | 30 août 2021 (18:45-19:45)       | 961 000                   | 6 %                                  | 4e         | [ a 121 ] |
| 122                  | 31 août 2021 (18:45-19:45)       | 1 040 000                 | 7,1 %                                | 4e         | [ a 122 ] |
| 123                  | 1er septembre 2021 (18:45-19:45) | 1 030 000                 | 7 %                                  | 4e         | [ a 123 ] |
| 124                  | 2 septembre 2021 (18:45-19:45)   | 883 000                   | 6,1 %                                | 5e         | [ a 124 ] |
| 125                  | 3 septembre 2021 (18:45-19:45)   | 1 020 000                 | 7,3 %                                | 4e         | [ a 125 ] |
| Moyenne hebdomadaire | Moyenne hebdomadaire             | —                         | —                                    | —          | —         |
| 126                  | 6 septembre 2021 (18:45-19:45)   | 993 000                   | 7,1 %                                | 4e         | [ a 126 ] |
| 127                  | 7 septembre 2021 (18:45-19:45)   | 892 000                   | 6,5 %                                | 4e         | [ a 127 ] |
| 128                  | 8 septembre 2021 (18:45-19:45)   | 1 010 000                 | 7,3 %                                | 4e         | [ a 128 ] |
| 129                  | 9 septembre 2021 (18:45-19:45)   | 964 000                   | 6,7 %                                | 5e         | [ a 129 ] |
| 130                  | 10 septembre 2021 (18:45-19:45)  | 981 000                   | 7,4 %                                | 4e         | [ a 130 ] |
| Moyenne hebdomadaire | Moyenne hebdomadaire             | —                         | —                                    | —          | —         |
| 131                  | 13 septembre 2021 (18:45-19:45)  | 1 100 000                 | 7,5 %                                | 4e         | [ a 131 ] |
| 132                  | 14 septembre 2021 (18:45-19:45)  | 1 120 000                 | 7.6 %                                | 4e         | [ a 132 ] |
| 133                  | 15 septembre 2021 (18:45-19:45)  | 1 190 000                 | 8,1 %                                | 4e         | [ a 133 ] |
| 134                  | 16 septembre 2021 (18:45-19:45)  | 1 120 000                 | 7,9 %                                | 4e         | [ a 134 ] |
| 135                  | 17 septembre 2021 (18:45-19:45)  | 884 000                   | 6,8 %                                | 4e         | [ a 135 ] |
| Moyenne hebdomadaire | Moyenne hebdomadaire             | —                         | —                                    | —          | —         |
| Moyenne de la saison | Moyenne de la saison             | —                         | —                                    | —          | —         |

### Saison 5 (décembre 2021-janvier 2022)
| Émission             | Jour et horaire de diffusion   | Nombre de téléspectateurs | Part de marché sur les 4 ans et plus | Classement | Réf.      |
| -------------------- | ------------------------------ | ------------------------- | ------------------------------------ | ---------- | --------- |
| 136                  | 6 décembre 2021 (18:45-19:45)  | 1 350 000                 | 7,1 %                                | 4e         | [ a 136 ] |
| 137                  | 7 décembre 2021 (18:45-19:45)  | 1 510 000                 | 8,4 %                                | 4e         | [ a 137 ] |
| 138                  | 8 décembre 2021 (18:45-19:45)  | 1 410 000                 | 8,1 %                                | 4e         | [ a 138 ] |
| 139                  | 9 décembre 2021 (18:45-19:45)  | 1 400 000                 | 8,2 %                                | 4e         | [ a 139 ] |
| 140                  | 10 décembre 2021 (18:45-19:45) | 1 420 000                 | 8,6 %                                | 4e         | [ a 140 ] |
| Moyenne hebdomadaire | Moyenne hebdomadaire           | —                         | —                                    | —          | —         |
| 141                  | 13 décembre 2021 (18:45-19:45) | 1 530 000                 | 8,8 %                                | 4e         | [ a 141 ] |
| 142                  | 14 décembre 2021 (18:45-19:45) | 1 370 000                 | 7,9 %                                | 4e         | [ a 142 ] |
| 143                  | 15 décembre 2021 (18:45-19:45) | 1 370 000                 | 7,8 %                                | 5e         | [ a 143 ] |
| 144                  | 16 décembre 2021 (18:45-19:45) | 1 330 000                 | 8 %                                  | 4e         | [ a 144 ] |
| 145                  | 17 décembre 2021 (18:45-19:45) | 1 320 000                 | 8,1 %                                | 4e         | [ a 145 ] |
| Moyenne hebdomadaire | Moyenne hebdomadaire           | —                         | —                                    | —          | —         |
| 146                  | 20 décembre 2021 (18:45-19:45) | 1 420 000                 | 8 %                                  | 4e         | [ a 146 ] |
| 147                  | 21 décembre 2021 (18:45-19:45) | 1 510 000                 | 8,6 %                                | 4e         | [ a 147 ] |
| 148                  | 22 décembre 2021 (18:45-19:45) | 1 400 000                 | 8,1 %                                | 4e         | [ a 148 ] |
| 149                  | 23 décembre 2021 (18:45-19:45) | 1 460 000                 | 8,8 %                                | 4e         | [ a 149 ] |
| 150                  | 24 décembre 2021 (18:45-19:45) | 927 000                   | 6,8 %                                | 4e         | [ a 150 ] |
| Moyenne hebdomadaire | Moyenne hebdomadaire           | —                         | —                                    | —          | —         |
| 151                  | 27 décembre 2021 (18:45-19:45) | 1 310 000                 | 7 %                                  | 4e         | [ a 151 ] |
| 152                  | 28 décembre 2021 (18:45-19:45) | 1 460 000                 | 8,4 %                                | 4e         | [ a 152 ] |
| 153                  | 29 décembre 2021 (18:45-19:45) | 1 430 000                 | 8,4 %                                | 4e         | [ a 153 ] |
| 154                  | 30 décembre 2021 (18:45-19:45) | 1 440 000                 | 8,5 %                                | 4e         | [ a 154 ] |
| 155                  | 31 décembre 2021 (18:45-19:45) | 1 250 000                 | 8 %                                  | 4e         | [ a 155 ] |
| Moyenne hebdomadaire | Moyenne hebdomadaire           | —                         | —                                    | —          | —         |
| 156                  | 3 janvier 2022 (18:45-19:45)   | 1 330 000                 | 7,5 %                                | 4e         | [ a 156 ] |
| 157                  | 4 janvier 2022 (18:45-19:45)   | 1 450 000                 | 8,3 %                                | 4e         | [ a 157 ] |
| 158                  | 5 janvier 2022 (18:45-19:45)   | 1 440 000                 | 8,1 %                                | 4e         | [ a 158 ] |
| 159                  | 6 janvier 2022 (18:45-19:45)   | 1 580 000                 | 8,9 %                                | 4e         | [ a 159 ] |
| 160                  | 7 janvier 2022 (18:45-19:45)   | 1 450 000                 | 8,3 %                                | 4e         | [ a 160 ] |
| Moyenne hebdomadaire | Moyenne hebdomadaire           | —                         | —                                    | —          | —         |
| Moyenne de la saison | Moyenne de la saison           | 1 390 000                 | 8,1 %                                | —          | [ a 161 ] |

### Saison 6 (novembre-décembre 2022)
| Émission             | Jour et horaire de diffusion    | Nombre de téléspectateurs | Part de marché sur les 4 ans et plus | Classement | Réf.      |
| -------------------- | ------------------------------- | ------------------------- | ------------------------------------ | ---------- | --------- |
| 161                  | 28 novembre 2022 (18:45-19:45)  | 1 470 000                 | 8,2 %                                | 4e         | [ a 162 ] |
| 162                  | 29 novembre 2022 (18:45-19:45)  | 1 400 000                 | 8,3 %                                | 4e         | [ a 163 ] |
| 163                  | 30 novembre 2022 (18:45-19:45)  | 1 320 000                 | 7,5 %                                | 4e         | [ a 164 ] |
| 164                  | 1er décembre 2022 (18:45-19:45) | 1 290 000                 | 7,7 %                                | 4e         | [ a 165 ] |
| 165                  | 2 décembre 2022 (18:45-19:45)   | 1 480 000                 | 9,2 %                                | 4e         | [ a 166 ] |
| Moyenne hebdomadaire | Moyenne hebdomadaire            | —                         | —                                    | —          | —         |
| 166                  | 5 décembre 2022 (18:45-19:45)   | 1 400 000                 | 7,9 %                                | 4e         | [ a 167 ] |
| 167                  | 6 décembre 2022 (18:45-19:45)   | 1 440 000                 | 8,3 %                                | 4e         | [ a 168 ] |
| 168                  | 7 décembre 2022 (18:45-19:45)   | 1 320 000                 | 7,7 %                                | 4e         | [ a 169 ] |
| 169                  | 8 décembre 2022 (18:45-19:45)   | 1 320 000                 | 7,9 %                                | 4e         | [ a 170 ] |
| 170                  | 9 décembre 2022 (18:45-19:45)   | 1 260 000                 | 7,4 %                                | 5e         | [ a 171 ] |
| Moyenne hebdomadaire | Moyenne hebdomadaire            | —                         | —                                    | —          | —         |
| 171                  | 12 décembre 2022 (18:45-19:45)  | 1 300 000                 | 7,4 %                                | 4e         | [ a 172 ] |
| 172                  | 13 décembre 2022 (18:45-19:45)  | 1 380 000                 | 8,0 %                                | 5e         | [ a 173 ] |
| 173                  | 14 décembre 2022 (18:45-19:45)  | 1 340 000                 | 7,8 %                                | 4e         | [ a 174 ] |
| 174                  | 15 décembre 2022 (18:45-19:45)  | 1 280 000                 | 7,7 %                                | 4e         | [ a 175 ] |
| 175                  | 16 décembre 2022 (18:45-19:45)  | 1 210 000                 | 7,6 %                                | 5e         | [ a 176 ] |
| Moyenne hebdomadaire | Moyenne hebdomadaire            | —                         | —                                    | —          | —         |
| 176                  | 19 décembre 2022 (18:45-19:45)  | 1 330 000                 | 7,8 %                                | 4e         | [ a 177 ] |
| 177                  | 20 décembre 2022 (18:45-19:45)  | 1 370 000                 | 8,3 %                                | 4e         | [ a 178 ] |
| 178                  | 21 décembre 2022 (18:45-19:45)  | 1 530 000                 | 9,2 %                                | 4e         | [ a 179 ] |
| 179                  | 22 décembre 2022 (18:45-19:45)  | 1 400 000                 | 8,6 %                                | 4e         | [ a 180 ] |
| 180                  | 23 décembre 2022 (18:45-19:45)  | 1 500 000                 | 9,3 %                                | 4e         | [ a 181 ] |
| Moyenne hebdomadaire | Moyenne hebdomadaire            | —                         | —                                    | —          | —         |
| 181                  | 26 décembre 2022 (18:45-19:45)  | 1 270 000                 | 7,7 %                                | 4e         | [ a 182 ] |
| 182                  | 27 décembre 2022 (18:45-19:45)  | 1 450 000                 | 9,1 %                                | 4e         | [ a 183 ] |
| 183                  | 28 décembre 2022 (18:45-19:45)  | 1 370 000                 | 8,2 %                                | 4e         | [ a 184 ] |
| 184                  | 29 décembre 2022 (18:45-19:45)  | 1 240 000                 | 7,8 %                                | 4e         | [ a 185 ] |
| 185                  | 30 décembre 2022 (18:45-19:45)  |                           |                                      | 4e         |           |
| Moyenne hebdomadaire | Moyenne hebdomadaire            | —                         | —                                    | —          | —         |
| Moyenne de la saison | Moyenne de la saison            | —                         | —                                    | —          | —         |

### Saison 7 (août 2023)
| Émission | Jour et horaire de diffusion     | Nombre de téléspectateurs | Part de marché sur les 4 ans et plus | Classement | Réf.      |
| -------- | -------------------------------- | ------------------------- | ------------------------------------ | ---------- | --------- |
| 186      | 7 août 2023 (18:35-19:45)        | 923 000                   | 7,8 %                                | 4e         | [ a 186 ] |
| 187      | 8 août 2023 (18:35-19:45)        | 701 000                   | 6,3 %                                | 4e         | [ a 187 ] |
| 188      | 9 août 2023 (18:35-19:45)        | 639 000                   | 5,9 %                                | 4e         | [ a 188 ] |
| 189      | 10 août 2023 (18:35-19:45)       | 824 000                   | 7,5 %                                | 4e         | [ a 189 ] |
| 190      | 11 août 2023 (18:35-19:45)       | 753 000                   | 6,6 %                                | 4e         | [ a 190 ] |
| 191      | 14 août 2023 (18:35-19:45)       | 697 000                   | 6,2 %                                | 4e         | [ a 191 ] |
| 192      | 15 août 2023 (18:35-19:45)       | 635 000                   | 5,6 %                                | 4e         | [ a 192 ] |
| 193      | 16 août 2023 (18:35-19:45)       | 631 000                   | 5,6 %                                | 4e         | [ a 193 ] |
| 194      | 17 août 2023 (18:35-19:45)       | 701 000                   | 6,3 %                                | 4e         | [ a 194 ] |
| 195      | 18 août 2023 (18:35-19:45)       | 685 000                   | 6,4 %                                | 4e         | [ a 195 ] |
| 196      | 21 août 2023 (18:35-19:45)       | 843 000                   | 7,2 %                                | 4e         | [ a 196 ] |
| 197      | 22 août 2023 (18:35-19:45)       | 830 000                   | 7 %                                  | 4e         | [ a 197 ] |
| 198      | 23 août 2023 (18:35-19:45)       | 798 000                   | 6,9 %                                | 4e         | [ a 198 ] |
| 199      | 24 août 2023 (18:35-19:45)       | 831 000                   | 7 %                                  | 4e         | [ a 199 ] |
| 200      | 25 août 2023 (18:35-19:45)       | 807 000                   | 7,1 %                                | 4e         | [ a 200 ] |
| 201      | 28 août 2023 (18:35-19:45)       | 989 000                   | 7,8 %                                | 4e         | [ a 201 ] |
| 202      | 29 août 2023 (18:35-19:45)       | 833 000                   | 6,7 %                                | 4e         | [ a 202 ] |
| 203      | 30 août 2023 (18:35-19:45)       | 921 000                   | 7,5 %                                | 4e         | [ a 203 ] |
| 204      | 31 août 2023 (18:35-19:45)       | 859 000                   | 6,7 %                                | 4e         | [ a 204 ] |
| 205      | 1er septembre 2023 (18:35-19:45) | 895 000                   | 7,7 %                                | 4e         | [ a 205 ] |

### Saison 8 (novembre 2023-janvier 2024)
| Émission | Jour et horaire de diffusion   | Nombre de téléspectateurs | Part de marché sur les 4 ans et plus | Classement | Réf.      |
| -------- | ------------------------------ | ------------------------- | ------------------------------------ | ---------- | --------- |
| 206      | 13 novembre 2023 (18:35-19:45) | 1 060 000                 | 6,7 %                                | 5e         | [ a 206 ] |
| 207      | 14 novembre 2023 (18:35-19:45) | 1 090 000                 | 7 %                                  | 5e         | [ a 207 ] |
| 208      | 15 novembre 2023 (18:35-19:45) | 1 130 000                 | 7,1 %                                | 5e         | [ a 208 ] |
| 209      | 16 novembre 2023 (18:35-19:45) | 1 000 000                 | 6,7 %                                | 5e         | [ a 209 ] |
| 210      | 17 novembre 2023 (18:35-19:45) | 951 000                   | 6,2 %                                | 5e         | [ a 210 ] |
| 211      | 20 novembre 2023 (18:35-19:45) | 1 410 000                 | 8,7 %                                | 4e         | [ a 211 ] |
| 212      | 21 novembre 2023 (18:35-19:45) | 1 290 000                 | 8,2 %                                | 4e         | [ a 212 ] |
| 213      | 22 novembre 2023 (18:35-19:45) | 1 160 000                 | 7,4 %                                | 5e         | [ a 213 ] |
| 214      | 23 novembre 2023 (18:35-19:45) | 1 220 000                 | 8,1 %                                | 5e         | [ a 214 ] |
| 215      | 24 novembre 2023 (18:35-19:45) | 1 080 000                 | 7,3 %                                | 5e         | [ a 215 ] |
| 216      | 27 novembre 2023 (18:35-19:45) | 1 160 000                 | 7,4 %                                | 5e         | [ a 216 ] |
| 217      | 28 novembre 2023 (18:35-19:45) | 1 190 000                 | 7,7 %                                | 5e         | [ a 217 ] |
| 218      | 29 novembre 2023 (18:35-19:45) | 1 270 000                 | 7,9 %                                | 5e         | [ a 218 ] |

### Recettes et ingrédients surcuisineaz
1. ↑  « Curry de volaille cuisiné au curry, lait de noix de coco, pomme verte », sur www.cuisineaz.com (consulté le 4 avril 2020)
2. ↑  « Mousse au chocolat », sur www.cuisineaz.com (consulté le 4 avril 2020)
3. ↑  « Wok de légumes », sur www.cuisineaz.com (consulté le 4 avril 2020)
4. ↑  « Tartine œuf mimosa », sur www.cuisineaz.com (consulté le 4 avril 2020)
5. ↑  « Roulé au chocolat », sur www.cuisineaz.com (consulté le 4 avril 2020)
6. ↑  « Velouté de carottes parfumé au curcuma », sur www.cuisineaz.com (consulté le 4 avril 2020)
7. ↑  « Pancakes banane et sauce caramel », sur www.cuisineaz.com (consulté le 4 avril 2020)
8. ↑  « Risotto de coquillettes jambon », sur www.cuisineaz.com (consulté le 4 avril 2020)
9. ↑  « Crumble aux pommes sans gluten », sur www.cuisineaz.com (consulté le 4 avril 2020)
10. ↑  « Veau cuisiné à la crème de moutarde, asperges vertes et champignons », sur www.cuisineaz.com (consulté le 4 avril 2020)
11. ↑  « Soupe au chocolat », sur www.cuisineaz.com (consulté le 4 avril 2020)
12. ↑  « Macaroni au ragoût à la tomate, mozzarella », sur www.cuisineaz.com (consulté le 4 avril 2020)
13. ↑  « Œufs en neige au citron vert, crème anglaise à la vanille », sur www.cuisineaz.com (consulté le 4 avril 2020)
14. ↑  « Gratin dauphinois, cœur de laitue vinaigrette acidulée », sur www.cuisineaz.com (consulté le 4 avril 2020)
15. ↑  « Salade de fraises à la fleur d'oranger, crème légère », sur www.cuisineaz.com (consulté le 4 avril 2020)
16. ↑  « Blinis de pommes de terre, crème acidulée, truite fumée », sur www.cuisineaz.com (consulté le 4 avril 2020)
17. ↑  « Clafoutis aux poires », sur www.cuisineaz.com (consulté le 4 avril 2020)
18. ↑  « Poisson au four à l'huile d'olive, vierge de légumes », sur www.cuisineaz.com (consulté le 4 avril 2020)
19. ↑  « Pain perdu aux framboises », sur www.cuisineaz.com (consulté le 4 avril 2020)
20. ↑  « Penne au pesto basilic de Cyril Lignac », sur www.cuisineaz.com (consulté le 6 avril 2020)
21. ↑  « Moelleux au chocolat, glace vanille de Cyril Lignac », sur www.cuisineaz.com (consulté le 6 avril 2020)
22. ↑  « Galette de pommes de terre, salade de roquette, tomates de Cyril Lignac », sur www.cuisineaz.com (consulté le 8 avril 2020)
23. ↑  « Petits pots de crème à la vanille de Cyril Lignac », sur www.cuisineaz.com (consulté le 8 avril 2020)
24. ↑  « Poulet au citron façon tajine de Cyril Lignac », sur www.cuisineaz.com (consulté le 11 avril 2020)
25. ↑  « Brochette de bananes caramélisées aux épices douces de Cyril Lignac », sur www.cuisineaz.com (consulté le 11 avril 2020)
26. ↑  « Riz sauté aux saucisses et merguez de Cyril Lignac », sur www.cuisineaz.com (consulté le 11 avril 2020)
27. ↑  « Financier aux framboises de Cyril Lignac », sur www.cuisineaz.com (consulté le 11 avril 2020)
28. ↑  « Poisson pané, ketchup maison de Cyril Lignac », sur www.cuisineaz.com (consulté le 11 avril 2020)
29. ↑  « Milkshake banane-framboise de Cyril Lignac », sur www.cuisineaz.com (consulté le 11 avril 2020)
30. ↑  « Lasagnes à la bolognaise », sur www.cuisineaz.com (consulté le 17 avril 2020)
31. ↑  « Biscuit coulant au chocolat », sur www.cuisineaz.com (consulté le 17 avril 2020)
32. ↑  « Croque monsieur croustillant à la poêle », sur www.cuisineaz.com (consulté le 17 avril 2020)
33. ↑  « Ratatouille au cumin, œuf cassé », sur www.cuisineaz.com (consulté le 17 avril 2020)
34. ↑  « Soufflé au comté », sur www.cuisineaz.com (consulté le 17 avril 2020)
35. ↑  « Risotto à la milanaise », sur www.cuisineaz.com (consulté le 17 avril 2020)
36. ↑  « Salade de bœuf mariné », sur www.cuisineaz.com (consulté le 17 avril 2020)
37. ↑  « Brownie aux noix de pécan caramélisées », sur www.cuisineaz.com (consulté le 17 avril 2020)
38. ↑  « Saumon bouillon thaï, riz aux petits pois », sur www.cuisineaz.com (consulté le 21 avril 2020)
39. ↑  « Beignets aux pommes », sur www.cuisineaz.com (consulté le 21 avril 2020)
40. ↑  « Boulettes sauce tomate basilic, penne, burrata », sur www.cuisineaz.com (consulté le 21 avril 2020)
41. ↑  « Brochette de poulet sauce satay, choux grillé », sur www.cuisineaz.com (consulté le 25 avril 2020)
42. ↑  « Flan coco, fraises menthe », sur www.cuisineaz.com (consulté le 25 avril 2020)
43. ↑  « Succès aux framboises et agrumes », sur www.cuisineaz.com (consulté le 25 avril 2020)
44. ↑  « Petits pois vinaigrette au curry, yaourt acidulée », sur www.cuisineaz.com (consulté le 25 avril 2020)
45. ↑  « Cordon bleu, écrasée de pommes de terre à l'huile d'olive », sur www.cuisineaz.com (consulté le 25 avril 2020)
46. ↑  « Taboulé vert aux crevettes », sur www.cuisineaz.com (consulté le 5 mai 2020)
47. ↑  « Cookies aux 2 chocolats », sur www.cuisineaz.com (consulté le 5 mai 2020)
48. ↑  « Salade de pâtes, pesto rosso », sur www.cuisineaz.com (consulté le 5 mai 2020)
49. ↑  « Banana cake », sur www.cuisineaz.com (consulté le 5 mai 2020)
50. ↑  M6Pro, « .@DDouillet sera l'invité de #tousencuisine à 18.45 sur @M6 aux côtés de @cyril_lignac et @JeromeAnthonyM6  Au menu :  Salade de pâtes, Pesto Rosso  Banana Cake Liste des ingrédients sur @CuisineAZ  Prod : @KFPproductionpic.twitter.com/JYz2h0zjm2 », sur @M6pro, 2020t02:40 (consulté le 27 avril 2020)
51. ↑  « Aubergines farcies aux poivrons et bœuf », sur www.cuisineaz.com (consulté le 5 mai 2020)
52. ↑  « Crème dessert au chocolat, framboises à l'anis », sur www.cuisineaz.com (consulté le 5 mai 2020)
53. ↑  « Crêpes au jambon, salade verte », sur www.cuisineaz.com (consulté le 5 mai 2020)
54. ↑  « Burger de bœuf, oignons caramélisés, sauce cocktail », sur www.cuisineaz.com (consulté le 5 mai 2020)
55. ↑  « Fraises infusées au thé », sur www.cuisineaz.com (consulté le 5 mai 2020)
56. ↑  « Poisson en papillote à la verveine, beurre acidulé », sur www.cuisineaz.com (consulté le 5 mai 2020)
57. ↑  « Riz au lait », sur www.cuisineaz.com (consulté le 5 mai 2020)
58. ↑  « Petits pois à la française, saucisses », sur www.cuisineaz.com (consulté le 5 mai 2020)
59. ↑  « Crème caramel, vanille et fève tonka », sur www.cuisineaz.com (consulté le 5 mai 2020)
60. ↑  « Poulet basquaise, riz cuisiné et crème de chorizo », sur www.cuisineaz.com (consulté le 10 mai 2020)
61. ↑  « Soufflé au chocolat, riz soufflé caramélisé », sur www.cuisineaz.com (consulté le 10 mai 2020)
62. ↑  « Tarte croustillante à la mozzarella et champignons », sur www.cuisineaz.com (consulté le 18 mai 2020)
63. ↑  « Tiramisu au café », sur www.cuisineaz.com (consulté le 18 mai 2020)
64. ↑  « Couscous de légumes, beignets de dattes à la ricotta », sur www.cuisineaz.com (consulté le 18 mai 2020)
65. ↑  « Gnocchi de chou fleur, pesto de petits pois à la menthe », sur www.cuisineaz.com (consulté le 18 mai 2020)
66. ↑  « Rochers coco », sur www.cuisineaz.com (consulté le 18 mai 2020)
67. ↑  « Bricks de poulet rôti épicé et féta », sur www.cuisineaz.com (consulté le 18 mai 2020)
68. ↑  « Ananas confit au four à la bergamote », sur www.cuisineaz.com (consulté le 18 mai 2020)
69. ↑  « Biscuit roulé aux fraises, chantilly légère », sur www.cuisineaz.com (consulté le 18 mai 2020)
70. ↑  « La liste des ingrédients de la semaine du 11 Mai », sur www.cuisineaz.com (consulté le 10 mai 2020)
71. ↑  « Saumon croustillant, riz à la mangue, vinaigrette sésame oignon », sur www.cuisineaz.com (consulté le 18 mai 2020)
72. ↑  « Moelleux aux pommes et cannelle », sur www.cuisineaz.com (consulté le 18 mai 2020)
73. ↑  « Guacamole épicé », sur www.cuisineaz.com (consulté le 30 mai 2020)
74. ↑  « Bouillon de nouilles, œuf et lard », sur www.cuisineaz.com (consulté le 30 mai 2020)
75. ↑  « Risotto aux asperges vertes à l'orange, saumon mariné », sur www.cuisineaz.com (consulté le 30 mai 2020)
76. ↑  « Smoothie glacé banane-fraise », sur www.cuisineaz.com (consulté le 30 mai 2020)
77. ↑  « Nuggets de poulet, sauce barbecue, chips au paprika », sur www.cuisineaz.com (consulté le 30 mai 2020)
78. ↑  « Melon en salade », sur www.cuisineaz.com (consulté le 30 mai 2020)
79. ↑  « Tomates farcies », sur www.cuisineaz.com (consulté le 30 mai 2020)
80. ↑  « Crevettes curry coco », sur www.cuisineaz.com (consulté le 30 mai 2020)
81. ↑  « Palmiers », sur www.cuisineaz.com (consulté le 30 mai 2020)
82. ↑  « Houmous », sur www.cuisineaz.com (consulté le 26 mai 2020)
83. ↑  « Mijoté de veau aux épices », sur www.cuisineaz.com (consulté le 26 mai 2020)
84. ↑  « Côtelettes d'agneau Chimichurri, petits pois », sur www.cuisineaz.com (consulté le 30 mai 2020)
85. ↑  « Cake à la vanille », sur www.cuisineaz.com (consulté le 30 mai 2020)
86. ↑  « Nems de poulet et légumes, sauce acidulée », sur www.cuisineaz.com (consulté le 30 mai 2020)
87. ↑  « Clafoutis aux cerises », sur www.cuisineaz.com (consulté le 30 mai 2020)
88. ↑  « Moules gratinées, persillade », sur www.cuisineaz.com (consulté le 30 mai 2020)
89. ↑  « Riz cantonais au jambon », sur www.cuisineaz.com (consulté le 30 mai 2020)
90. ↑  « Pâtes alle vongole », sur www.cuisineaz.com (consulté le 15 juin 2020)
91. ↑  « Fraises à la rose, chantilly fromage blanc », sur www.cuisineaz.com (consulté le 15 juin 2020)
92. ↑  « Conchiglioni farcis aux épinards et chèvre », sur www.cuisineaz.com (consulté le 15 juin 2020)
93. ↑  « Muffins aux fruits secs », sur www.cuisineaz.com (consulté le 15 juin 2020)
94. ↑  « Bouillabaisse exotique », sur www.cuisineaz.com (consulté le 15 juin 2020)
95. ↑  « Caesar salad », sur www.cuisineaz.com (consulté le 26 juin 2020)
96. ↑  « Eton mess aux fraises », sur www.cuisineaz.com (consulté le 15 juin 2020)
97. ↑  « Gaspacho, salade de légumes », sur www.cuisineaz.com (consulté le 15 juin 2020)
98. ↑  « Salade de crevettes croustillantes, crème épicée », sur www.cuisineaz.com (consulté le 15 juin 2020)
99. ↑  « Moussaka », sur www.cuisineaz.com (consulté le 15 juin 2020)
100. ↑  « Dulce de leche, glace vanille, coco », sur www.cuisineaz.com (consulté le 15 juin 2020)
101. ↑  « Salade de chèvre chaud », sur www.cuisineaz.com (consulté le 15 juin 2020)
102. ↑  « Mousse au chocolat blanc, stracciatella », sur www.cuisineaz.com (consulté le 15 juin 2020)
103. ↑  « Curry japonais de légumes », sur www.cuisineaz.com (consulté le 15 juin 2020)
104. ↑  « Tzatziki », sur www.cuisineaz.com (consulté le 15 juin 2020)
105. ↑  « Pad thaï », sur www.cuisineaz.com (consulté le 15 juin 2020)
106. ↑  « Churros, sauce chocolat », sur www.cuisineaz.com (consulté le 15 juin 2020)
107. ↑  « Poisson mariné aux agrumes », sur www.cuisineaz.com (consulté le 15 juin 2020)
108. ↑  « Perles du japon, banane », sur www.cuisineaz.com (consulté le 15 juin 2020)
109. ↑  « Paëlla », sur www.cuisineaz.com (consulté le 15 juin 2020)
110. ↑  « Salade niçoise de Cyril Lignac », sur www.cuisineaz.com (consulté le 6 septembre 2020)
111. ↑  « Mousse lactée stracciatella framboise de Cyril Lignac », sur www.cuisineaz.com (consulté le 6 septembre 2020)
112. ↑  « Crevettes sandwich-roll, mayo curry de Cyril Lignac », sur www.cuisineaz.com (consulté le 6 septembre 2020)
113. ↑  « Figues rôties, spéculoos de Cyril Lignac », sur www.cuisineaz.com (consulté le 6 septembre 2020)
114. ↑  « Risotto à la tomate, thon et olives de Cyril Lignac », sur www.cuisineaz.com (consulté le 6 septembre 2020)
115. ↑  « Mille-feuille aux fraises de Cyril Lignac », sur www.cuisineaz.com (consulté le 6 septembre 2020)
116. ↑  « Chou braisé, za'atar maison de Cyril Lignac », sur www.cuisineaz.com (consulté le 6 septembre 2020)
117. ↑  « Pêche melba de Cyril Lignac », sur www.cuisineaz.com (consulté le 6 septembre 2020)
118. ↑  « Pâtes à la carbonara de Cyril Lignac », sur www.cuisineaz.com (consulté le 6 septembre 2020)
119. 1 2 3 4 5  « La liste des ingrédients de la semaine du 31 août », sur www.cuisineaz.com (consulté le 30 août 2020)
120. 1 2 3 4 5  « La liste des ingrédients de la semaine du 7 septembre », sur www.cuisineaz.com (consulté le 6 septembre 2020)
121. 1 2 3 4 5  « La liste des ingrédients de la semaine du 14 septembre », sur www.cuisineaz.com (consulté le 13 septembre 2020)
122. 1 2 3 4 5  « La liste des ingrédients de la semaine du 21 septembre », sur www.cuisineaz.com (consulté le 20 septembre 2020)
123. 1 2 3 4 5  « La liste des ingrédients de la semaine du 28 septembre », sur www.cuisineaz.com (consulté le 26 septembre 2020)
124. 1 2 3 4 5  « La liste des ingrédients de la semaine du 5 octobre », sur www.cuisineaz.com (consulté le 5 octobre 2020)
125. 1 2 3 4 5  « La liste des ingrédients de la semaine du 21 décembre », sur www.cuisineaz.com (consulté le 21 décembre 2020)
126. 1 2 3 4 5  « La liste des ingrédients de la semaine du 28 décembre », sur www.cuisineaz.com (consulté le 25 décembre 2020)
127. 1 2 3 4 5  « La liste des ingrédients de la semaine du 4 janvier », sur cuisineaz.com (consulté le 31 décembre 2020)
128. 1 2 3 4 5  « La liste des ingrédients de la semaine du 11 janvier », sur cuisineaz.com (consulté le 8 janvier 2021)
129. 1 2 3 4 5  « La liste des ingrédients de la semaine du 23 août », sur cuisineaz.com (consulté le 16 août 2021)
130. 1 2 3 4 5  « La liste des ingrédients de la semaine du 30 août », sur cuisineaz.com (consulté le 28 août 2021)
131. 1 2 3 4 5  « La liste des ingrédients de la semaine du 6 septembre », sur cuisineaz.com (consulté le 17 septembre 2021)
132. 1 2 3 4 5  « La liste des ingrédients de la semaine du 13 septembre », sur cuisineaz.com (consulté le 17 septembre 2021)
133. 1 2 3 4 5  « La liste des ingrédients de la semaine du 6 décembre », sur cuisineaz.com (consulté le 18 décembre 2021)
134. 1 2 3 4 5  « La liste des ingrédients de la semaine du 13 décembre », sur cuisineaz.com (consulté le 18 décembre 2021)
135. 1 2 3 4 5  « La liste des ingrédients de la semaine du 20 décembre », sur cuisineaz.com (consulté le 18 décembre 2021)
136. 1 2 3 4 5  « La liste des ingrédients de la semaine du 27 décembre », sur cuisineaz.com (consulté le 26 décembre 2021)
137. 1 2 3 4 5  « La liste des ingrédients de la semaine du 3 janvier », sur cuisineaz.com (consulté le 1er janvier 2022)
138. 1 2 3 4 5  « La liste des ingrédients de la semaine du 28 novembre », sur cuisineaz.com (consulté le 23 novembre 2022)
139. 1 2 3 4 5  « La liste des ingrédients de la semaine du 5 décembre », sur cuisineaz.com (consulté le 1er décembre 2022)
140. 1 2 3 4 5  « La liste des ingrédients de la semaine du 12 décembre », sur cuisineaz.com (consulté le 9 décembre 2022)
141. 1 2 3 4 5  « La liste des ingrédients de la semaine du 19 décembre », sur cuisineaz.com (consulté le 16 décembre 2022)
142. 1 2 3 4 5  « La liste des ingrédients de la semaine du 26 décembre », sur cuisineaz.com (consulté le 23 décembre 2022)
143. 1 2 3 4 5  « La liste des ingrédients de la semaine du 7 août », sur cuisineaz.com (consulté le 7 août 2023)
144. 1 2 3 4 5  « La liste des ingrédients de la semaine du 14 août », sur cuisineaz.com (consulté le 15 août 2023)
145. 1 2 3 4 5  « Tous en cuisine, recettes d'été : la liste des ingrédients de la semaine du 21 août 2023 », sur cuisineaz.com (consulté le 26 août 2023)
146. 1 2 3 4 5  « Tous en cuisine, recettes d'été : la liste des ingrédients de la semaine du 28 août 2023 », sur cuisineaz.com (consulté le 26 août 2023)
147. 1 2 3 4 5  « La liste des ingrédients de la semaine du 13 novembre », sur cuisineaz.com (consulté le 11 novembre 2023)
148. 1 2 3 4 5  « La liste des ingrédients de la semaine du 20 novembre », sur cuisineaz.com (consulté le 17 novembre 2023)
149. 1 2 3 4 5  « La liste des ingrédients de la semaine du 27 novembre », sur cuisineaz.com (consulté le 24 novembre 2023)
150. 1 2 3 4 5  « La liste des ingrédients de la semaine du 4 décembre », sur cuisineaz.com (consulté le 9 décembre 2023)
151. 1 2 3 4 5  « La liste des ingrédients de la semaine du 11 décembre », sur cuisineaz.com (consulté le 18 décembre 2023)
152. 1 2 3 4 5  « La liste des ingrédients de la semaine du 18 décembre », sur cuisineaz.com (consulté le 25 décembre 2023)
153. 1 2 3 4 5  « La liste des ingrédients de la semaine du 25 décembre », sur cuisineaz.com (consulté le 25 décembre 2023)
154. 1 2 3 4 5  « La liste des ingrédients de la semaine du 1er janvier », sur cuisineaz.com (consulté le 5 janvier 2024)
155. 1 2 3 4 5  « La liste des ingrédients de la semaine du 2 décembre », sur cuisineaz.com (consulté le 30 novembre 2024)
156. 1 2 3 4 5  « La liste des ingrédients de la semaine du 9 décembre », sur cuisineaz.com (consulté le 21 février 2025)
157. 1 2 3 4 5 6  « La liste des ingrédients de la semaine du 16 décembre », sur cuisineaz.com (consulté le 22 février 2025)
158. 1 2 3 4 5 6  « La liste des ingrédients de la semaine du 23 décembre », sur cuisineaz.com (consulté le 23 février 2025)
159. 1 2 3 4 5 6  « La liste des ingrédients de la semaine du 30 décembre », sur cuisineaz.com (consulté le 23 février 2025)

### Audiences
1. ↑  « Audiences : les JT très suivis, records historiques battus pour les jeux de France 3 », sur ozap.com (consulté le 22 mars 2020)
2. ↑  Benjamin Meffre, « Audiences access 19h : Nagui au plus haut, "Sept à Huit" en baisse, "Quotidien" au million », sur ozap.com (consulté le 25 mars 2020)
3. ↑  Benjamin Meffre, « Audiences access 19h : Nagui net leader, "Sept à Huit" baisse encore, carton pour le "19/20" et "C à vous" », sur ozap.com (consulté le 26 mars 2020)
4. ↑  Benjamin Meffre, « Audiences access 19h : Nagui large leader, "Sept à Huit" faible, "C à vous" toujours en forme », sur ozap.com (consulté le 27 mars 2020)
5. ↑  Kevin Boucher, « Audiences access 19h : Nagui leader, "Tous en cuisine" avec Cyril Lignac au plus haut, record pour "C à vous" », sur ozap.com (consulté le 28 mars 2020)
6. ↑  Benjamin Meffre, « Audiences access 19h : Nagui solide leader, "Sept à Huit" au plus bas, "C à vous" en forme », sur ozap.com (consulté le 31 mars 2020)
7. ↑  Benjamin Meffre, « Audiences access 19h : Nagui leader en baisse, record pour Cyril Lignac, "C à vous" en forme », sur ozap.com (consulté le 1er avril 2020)
8. ↑  Benjamin Meffre, « Audiences access 19h : Nouveau record pour Cyril Lignac, "C à vous" en forme, "Sept à Huit" faible », sur ozap.com (consulté le 2 avril 2020)
9. ↑  Benjamin Meffre, « Audiences access 19h : Nagui leader, Cyril Lignac encore au top, Cyril Hanouna au plus bas », sur ozap.com (consulté le 3 avril 2020)
10. ↑  Florian Guadalupe, « Audiences access 19h : Nagui très bon leader, Harry Roselmack talonné par Cyril Lignac, "C à vous" en forme », sur ozap.com (consulté le 4 avril 2020)
11. ↑  Benjamin Meffre, « Audiences access 19h : Nagui puissant leader, "Sept à Huit" et Cyril Hanouna au plus bas », sur ozap.com (consulté le 7 avril 2020)
12. ↑  Benjamin Meffre, « Audiences access 19h : Nagui puissant leader, record historique pour "C à vous" devant "Sept à Huit" au plus bas », sur ozap.com (consulté le 8 avril 2020)
13. ↑  Benjamin Meffre, « Audiences access 19h : Nagui surpuissant, Cyril Lignac en forme, Cyril Hanouna au plus bas », sur ozap.com (consulté le 9 avril 2020)
14. ↑  Benjamin Meffre, « Audiences access 19h : Nagui leader devant le "19/20", nouveau record pour Cyril Lignac », sur ozap.com (consulté le 9 avril 2020)
15. ↑  Christophe Gazzano, « Audiences access 19h : "N'oubliez pas les paroles" et "C à vous" en grande forme, "Sept à huit" faible », sur ozap.com (consulté le 9 avril 2020)
16. ↑  Florian Guadalupe, « Audiences access 19h : Record pour Lignac, Hanouna au plus bas, le bêtiser de TF1 plus haut que "Sept à huit" », sur ozap.com (consulté le 14 avril 2020)
17. ↑  Benjamin Meffre, « Audiences access 19h : Nagui leader, record pour Cyril Lignac, le bêtisier de TF1 en baisse, "C à vous" en forme », sur ozap.com (consulté le 15 avril 2020)
18. ↑  Benjamin Meffre, « Audiences access 19h : Record historique pour "C à vous", Cyril Lignac en forme, le bêtisier de TF1 faible », sur ozap.com (consulté le 16 avril 2020)
19. ↑  Benjamin Meffre, « Audiences access 19h : Nagui leader, nouveau record pour Cyril Lignac, "Le grand bêtisier à la maison" en baisse », sur ozap.com (consulté le 17 avril 2020)
20. ↑  Benjamin Meffre, « Audiences access 19h : Nagui leader, Cyril Lignac et "C à vous" en forme, le bêtisier de TF1 faible », sur ozap.com (consulté le 18 avril 2020)
21. ↑  Benjamin Meffre, « Audiences access 19h : Démarrage difficile pour "Qui veut gagner des millions ?", record historique pour "C à vous" », sur ozap.com (consulté le 22 avril 2020)
22. ↑  Benjamin Meffre, « Audiences access 19h : Nagui leader même en rediff, Camille Combal progresse, Cyril Lignac toujours au top », sur ozap.com (consulté le 22 avril 2020)
23. ↑  Benjamin Meffre, « Audiences access 19h : Nagui leader en rediff, "Le 19/20" en forme, "Qui veut gagner des millions... ?" stable », sur ozap.com (consulté le 23 avril 2020)
24. ↑  Benjamin Meffre, « Audiences access 19h : Nagui solide leader en rediff devant Carole Gaessler, Cyril Hanouna au plus bas », sur ozap.com (consulté le 24 avril 2020)
25. ↑  Florian Guadalupe, « Audiences access 19h : Nagui largement en tête, record pour Cyril Lignac, Camille Combal au plus bas », sur ozap.com (consulté le 25 avril 2020)
26. ↑  « Audiences access 19h : Nagui toujours net leader en rediff, nouveau record pour Lignac, Combal au plus haut », sur ozap.com (consulté le 28 avril 2020)
27. ↑  Benjamin Meffre, « Audiences access 19h : Le "19/20" leader, Nagui plombé par son lead-in, M6 au plus haut depuis 2012, record pour Combal », sur ozap.com (consulté le 29 avril 2020)
28. ↑  Benjamin Meffre, « Audiences access 19h : Nagui redevient leader, Combal en baisse, Lignac toujours au top », sur ozap.com (consulté le 30 avril 2020)
29. ↑  Kevin Boucher, « Audiences access 19h : Le "19/20 national" de France 3 leader, "Ce soir chez Baba - 1ère partie" au plus bas », sur ozap.com (consulté le 1er mai 2020)
30. ↑  Christophe Gazzano, « Audiences access 19h : Le "19/20" leader, Cyril Lignac et Camille Combal en forme », sur ozap.com (consulté le 2 mai 2020)
31. ↑  Christophe Gazzano, « Audiences access 19h : Le "19/20" toujours leader, nouveau record pour Cyril Lignac, "C à vous" en forme », sur ozap.com (consulté le 5 mai 2020)
32. ↑  Kevin Boucher, « Audiences access 19h : "N'oubliez pas les paroles" repasse en tête, "Ce soir chez Baba - Darka" au plus bas », sur ozap.com (consulté le 6 mai 2020)
33. ↑  Christophe Gazzano, « Audiences access 19h : Nagui leader, Camille Combal en hausse, coup de mou pour "C à vous" et "Ce soir chez Baba" », sur ozap.com (consulté le 7 mai 2020)
34. ↑  Christophe Gazzano, « Audiences access 19h : Le "19/20" leader, "Qui veut gagner des millions ?" plus suivi que "Tous en cuisine" », sur ozap.com (consulté le 8 mai 2020)
35. ↑  Kevin Boucher, « Audiences access 19h : Le "19/20" de France 3 en tête, record pour "Qui veut gagner des millions ?" », sur ozap.com (consulté le 9 mai 2020)
36. ↑  Christophe Gazzano, « Audiences access 19h : Nagui et "C à vous" au top, Camille Combal devant Cyril Lignac, début correct pour "C que du kif" », sur ozap.com (consulté le 12 mai 2020)
37. ↑  Benjamin Meffre, « Audiences access 19h : Nagui leader, Barthès en hausse, Lemoine et Hanouna en baisse », sur ozap.com (consulté le 13 mai 2020)
38. ↑  Christophe Gazzano, « Audiences access 19h : Nagui leader en hausse, Camille Combal devant Cyril Lignac, "C à vous" puissant », sur ozap.com (consulté le 14 mai 2020)
39. ↑  Christophe Gazzano, « Audiences access 19h : Nagui leader, "C à vous" puissant, "Qui veut gagner des millions ?" en baisse », sur ozap.com (consulté le 15 mai 2020)
40. ↑  Florian Guadalupe, « Audiences access 19h : Nagui leader devant France 3, Combal plus fort que Lignac », sur ozap.com (consulté le 16 mai 2020)
41. ↑  Christophe Gazzano, « Audiences access 19h : Nagui leader, "C à vous" à un bon niveau, coup de mou pour Cyril Lignac », sur ozap.com (consulté le 19 mai 2020)
42. ↑  Christophe Gazzano, « Audiences access 19h : Nagui leader stable, "Qui veut gagner des millions ?" en forme, "C que du kif" au plus bas », sur ozap.com (consulté le 20 mai 2020)
43. ↑  n.c., « Audiences access 19h : "N'oubliez pas les paroles" large leader, "C à vous" au dessus de sa moyenne », sur ozap.com (consulté le 21 mai 2020)
44. ↑  Christophe Gazzano, « Audiences access 19h : Nagui leader en baisse, "Qui veut gagner des millions ?" et "C que du kif" au plus bas », sur ozap.com (consulté le 22 mai 2020)
45. ↑  n.c., « Audiences access 19h : "N'oubliez pas les paroles" large leader, Cyril Lignac puissant sur cibles », sur ozap.com (consulté le 23 mai 2020)
46. ↑  Christophe Gazzano, « Audiences access 19h : Nagui confortable leader, "Qui veut gagner des millions ?" et "C à vous" en forme », sur ozap.com (consulté le 26 mai 2020)
47. ↑  Christophe Gazzano, « Audiences access 19h : Nagui leader en baisse, Cyril Lignac faible, "C que du kif Darka" au plus bas », sur ozap.com (consulté le 27 mai 2020)
48. ↑  Christophe Gazzano, « Audiences access 19h : "N'oubliez pas les paroles" leader en hausse, Camille Combal faible sur TF1 », sur ozap.com (consulté le 28 mai 2020)
49. ↑  Christophe Gazzano, « Audiences access 19h : Nagui toujours leader, "C que du kif" en forme, "C à vous" en baisse », sur ozap.com (consulté le 29 mai 2020)
50. ↑  Christophe Gazzano, « Audiences access 19h : "N'oubliez pas les paroles" leader stable, record pour Camille Combal, Cyril Lignac au plus bas », sur ozap.com (consulté le 30 mai 2020)
51. ↑  Christophe Gazzano, « Audiences access 19h : Le "19/20 national" plus fort que Nagui, Cyril Lignac en légère baisse », sur ozap.com (consulté le 2 juin 2020)
52. ↑  Christophe Gazzano, « Audiences access 19h : Nagui bon leader, Cyril Lignac au plus bas, "C à vous" en forme », sur ozap.com (consulté le 3 juin 2020)
53. ↑  Christophe Gazzano, « Audiences access 19h : Nagui leader devant Carole Gaessler, Cyril Lignac et Cyril Hanouna en hausse », sur ozap.com (consulté le 4 juin 2020)
54. ↑  Christophe Gazzano, « Audiences access 19h : "N'oubliez pas les paroles" leader en hausse, "C à vous" et "Tous en cuisine" progressent », sur ozap.com (consulté le 5 juin 2020)
55. ↑  Kevin Boucher, « Audiences access 19h : "N'oubliez pas les paroles" leader, Camille Combal en hausse, "C à vous" en forme », sur ozap.com (consulté le 6 juin 2020)
56. ↑  Florian Guadalupe, « Audiences access 19h : Nagui bon leader, record pour "C que du kif", "Quotidien" (P1) en forme », sur ozap.com (consulté le 9 juin 2020)
57. ↑  Florian Guadalupe, « Audiences access 19h : Nagui leader, Camille Combal en baisse, "C à vous" et "Quotidien" (P1) en forme », sur ozap.com (consulté le 10 juin 2020)
58. ↑  Benjamin Meffre, « Audiences access 19h : Nagui leader, Combal, Lignac, Lemoine et Hanouna en hausse », sur ozap.com (consulté le 11 juin 2020)
59. ↑  Benjamin Meffre, « Audiences access 19h : Nagui leader, "C à vous" stable, "Quotidien" au million », sur ozap.com (consulté le 12 juin 2020)
60. ↑  Florian Guadalupe, « Audiences access 19h : Nagui toujours en tête, record pour Camille Combal, Cyril Lignac stable pour sa dernière », sur ozap.com (consulté le 13 juin 2020)
61. ↑  Florian Guadalupe, « Audiences access 19h : "DNA" bon leader, Nagui devant France 3, bon retour pour "Tous en cuisine" », sur ozap.com (consulté le 25 août 2020)
62. ↑  Florian Guadalupe, « Audiences access 19h : Nagui en tête, "Le 19/20" et "DNA" au coude-à-coude, "Tous en cuisine" en léger recul », sur ozap.com (consulté le 26 août 2020)
63. ↑  Florian Guadalupe, « Audiences access 19h : Le "19/20 national" en tête, Nagui en recul, "Tous en cuisine" à un bon niveau », sur ozap.com (consulté le 27 août 2020)
64. ↑  Florian Guadalupe, « Audiences access 19h : "DNA" leader, "N'oubliez pas les paroles" en hausse, "10 couples parfaits" en progression », sur ozap.com (consulté le 28 août 2020)
65. ↑  Florian Guadalupe, « Audiences access 19h : Nagui leader, "Tous en cuisine" en baisse, record pour "10 couples parfaits" », sur ozap.com (consulté le 29 août 2020)
66. ↑  Benjamin Meffre, « Audiences access 19h : Retour canon pour "Quotidien", "C à vous" et "Les Marseillais", "TPMP" revient en baisse », sur ozap.com (consulté le 1er septembre 2020)
67. ↑  Benjamin Meffre, « Audiences access 19h : Cyril Lignac au plus bas, "C à vous" déjà au million, Cyril Hanouna et Yann Barthès en baisse », sur ozap.com (consulté le 2 septembre 2020)
68. ↑  Benjamin Meffre, « Audiences access 19h : "DNA" leader, "Tous en cuisine" au plus bas, Cyril Hanouna et Yves Calvi en repli », sur ozap.com (consulté le 3 septembre 2020)
69. ↑  Benjamin Meffre, « Audiences access 19h : Nagui et "DNA" proches, Cyril Hanouna en hausse, "Tous en cuisine" au plus bas », sur ozap.com (consulté le 7 septembre 2020)
70. ↑  Benjamin Meffre, « Audiences access 19h : Nagui et Ingrid Chauvin au coude-à-coude, "C à vous" au top, "Tous en cuisine" au plus bas », sur ozap.com (consulté le 7 septembre 2020)
71. ↑  Benjamin Meffre, « Audiences access 19h : "DNA" leader, Cyril Hanouna faible, Yann Barthès en forme, Yves Calvi au top », sur ozap.com (consulté le 9 septembre 2020)
72. ↑  Benjamin Meffre, « Audiences access 19h : Nagui double Ingrid Chauvin, Carole Gaessler en forme, "C à vous" sous le million », sur ozap.com (consulté le 9 septembre 2020)
73. ↑  Benjamin Meffre, « Audiences access 19h : Nagui leader, Carole Gaessler en forme, "C à vous" et "L'info du vrai" au plus haut », sur ozap.com (consulté le 11 septembre 2020)
74. ↑  Florian Guadalupe, « Audiences access 19h : Nagui leader, "Tous en cuisine" en baisse, Lemoine et Calvi au plus haut » (consulté le 11 septembre 2020)
75. ↑  Christophe Gazzano, « Audiences access 19h : Nagui leader devant le JT de France 3, "DNA" en difficulté, "C à vous" proche du million » (consulté le 12 septembre 2020)
76. ↑  Benjamin Meffre, « Audiences access 19h : Virna Sacchi en forme, Anne-Elisabeth Lemoine au top, Yann Barthès proche du million » (consulté le 15 septembre 2020)
77. ↑  Benjamin Meffre, « Audiences access 19h : "DNA" petit leader, Nagui et Virna Sacchi dans un mouchoir, "C à vous" au top » (consulté le 16 septembre 2020)
78. ↑  Benjamin Meffre, « Audiences access 19h : "DNA" leader, Nagui et Carole Gaessler au coude-à-coude, "10 couples" parfaits au plus bas » (consulté le 17 septembre 2020)
79. ↑  Benjamin Meffre, « Audiences access 19h : "DNA" petit leader, Nagui et Carole Gaessler au coude-à-coude, Cyril Hanouna au plus bas » (consulté le 18 septembre 2020)
80. ↑  Florian Guadalupe, « Audiences access 19h : "DNA" en tête, "C à vous" puissant double "Tous en cuisine", la P1 de "Quotidien" au plus bas » (consulté le 19 septembre 2020)
81. ↑  Benjamin Meffre, « Audiences access 19h : "DNA" petit leader, Nagui au plus bas, Cyril Hanouna au plus haut, Barthès proche du million » (consulté le 24 septembre 2020)
82. ↑  Benjamin Meffre, « Audiences access 19h : "DNA" leader devant Nagui et Carole Gaessler, record pour "Quotidien" » (consulté le 24 septembre 2020)
83. ↑  Florian Guadalupe, « Audiences access 19h : Nagui en tête, "DNA" au plus bas, "Tous en cuisine" en nette hausse » (consulté le 24 septembre 2020)
84. ↑  Benjamin Meffre, « Audiences access 19h : Nagui plus fort qu'Ingrid Chauvin, Cyril Hanouna faible, "10 couples parfaits" au top » (consulté le 25 septembre 2020)
85. ↑  Benjamin Meffre, « Audiences access 19h : "Le 19/20" en forme devant Nagui et "DNA", "C à vous" au top en direct » (consulté le 26 septembre 2020)
86. ↑  Florian Guadalupe, « Audiences access 19h : "DNA" leader au plus haut, records pour "Le 19/20 national" et "10 couples parfaits" » (consulté le 29 septembre 2020)
87. ↑  Christophe Gazzano, « Audiences access 19h : "DNA" leader devant le "19/20" de France 3, la P1 de "Quotidien" au million » (consulté le 30 septembre 2020)
88. ↑  Benjamin Meffre, « Audiences access 19h : "DNA" petit leader, "Quotidien" au million, Nagui et Cyril Hanouna en petite forme » (consulté le 1er octobre 2020)
89. ↑  Benjamin Meffre, « Audiences access 19h : "DNA" leader, Virna Sacchi en forme, Cyril Hanouna en hausse, Yann Barthès en baisse » (consulté le 2 octobre 2020)
90. ↑  Christophe Gazzano, « Audiences access 19h : Nagui plus suivi que "Demain nous appartient", "10 couples parfaits" en forme sur TFX » (consulté le 3 octobre 2020)
91. ↑  Benjamin Meffre, « Audiences access 19h : Carole Gaessler leader devant Ingrid Chauvin, Yann Barthès et Yves Calvi au top » (consulté le 6 octobre 2020)
92. ↑  Benjamin Meffre, « Audiences access 19h : Carole Gaessler leader au top devant "DNA", la P1 de "Quotidien" frôle le million » (consulté le 7 octobre 2020)
93. ↑  Benjamin Meffre, « Audiences access 19h : Carole Gaessler au top, Yann Barthès puissant, Cyril Hanouna faible » (consulté le 8 octobre 2020)
94. ↑  Benjamin Meffre, « Audiences access 19h : Le "19/20" petit leader, Nagui de retour, Yann Barthès sous le million, Cyril Hanouna faible » (consulté le 9 octobre 2020)
95. ↑  Florian Guadalupe, « Audiences access 19h : "Demain nous appartient" leader, le "19/20", "Tous en cuisine" et "C à vous" en forme », sur ozap.com (consulté le 10 octobre 2020)
96. ↑  Florian Guadalupe, « Audiences access 19h : Record pour Nagui, "Tous en cuisine" signe un bon retour, le "19/20" en forme », sur ozap.com (consulté le 22 décembre 2020)
97. ↑  Florian Guadalupe, « Audiences access 19h : Nagui leader au plus haut, "DNA" en hausse, "Tous en cuisine" et "Kem's" en recul », sur ozap.com (consulté le 23 décembre 2020)
98. ↑  Florian Guadalupe, « Audiences access 19h : Nagui conserve la tête, "DNA" et le "19/20" stables, "Tous en cuisine" en hausse », sur ozap.com (consulté le 25 décembre 2020)
99. ↑  Christophe Gazzano, « Audiences access 19h : Nagui leader devant F3 et "Demain nous appartient", coup de mou pour "Tous en cuisine" », sur ozap.com (consulté le 25 décembre 2020)
100. ↑  Christophe Gazzano, « Audiences access 19h : Nagui large leader, Cyril Lignac plus fort sur cibles que "Demain nous appartient" », sur ozap.com (consulté le 26 décembre 2020)
101. ↑  Christophe Gazzano, « Audiences access 19h : Nagui à un haut niveau sur F2, le JT de F3 plus suivi que "Demain nous appartient" », sur ozap.com (consulté le 29 décembre 2020)
102. ↑  Christophe Gazzano, « Audiences access 19h : Nagui leader devant le "19/20" et "DNA", "Kem's" en hausse sur Canal+ », sur ozap.com (consulté le 30 décembre 2020)
103. ↑  Christophe Gazzano, « Audiences access 19h : Record pour "N'oubliez pas les paroles", "Tous en cuisine" en hausse, "Kem's" faible », sur ozap.com (consulté le 31 décembre 2020)
104. ↑  Christophe Gazzano, « Audiences access 19h : Nagui leader et puissant sur cibles, "Demain nous appartient" sous les 3 millions », sur ozap.com (consulté le 1er janvier 2021)
105. ↑  Christophe Gazzano, « Audiences access 19h : Nagui large leader, Cyril Lignac proche de son niveau record », sur ozap.com (consulté le 2 janvier 2021)
106. ↑  Florian Guadalupe, « Audiences access 19h : Nagui leader, le "19/20" et "Demain nous appartient" au coude-à-coude, "C à vous" en forme », sur ozap.com (consulté le 5 janvier 2021)
107. ↑  Benjamin Meffre, « Audiences access 19h : Nagui au top, "DNA" en hausse, "C à vous" solide, "Quotidien" en forme », sur ozap.com (consulté le 6 janvier 2021)
108. ↑  Benjamin Meffre, « Audiences access 19h : "NOPLP" leader, "DNA" domine "Le 19/20", "Tous en cuisine" en forme », sur ozap.com (consulté le 7 janvier 2021)
109. ↑  Benjamin Meffre, « Audiences access 19h : Cyril Lignac et Jérôme Anthony au plus bas, la P1 de "Quotidien" se rapproche de "C à vous" », sur ozap.com (consulté le 8 janvier 2021)
110. ↑  Christophe Gazzano, « Audiences access 19h : Nagui large leader sur F2 devant "DNA", "Tous en cuisine" en hausse, "C à vous" stable », sur ozap.com (consulté le 9 janvier 2021)
111. ↑  Benjamin Meffre, « Audiences access 19h : Nagui indéboulonnable, "DNA" devant le JT de F3, la P1 de "Quotidien" toujours en forme », sur ozap.com (consulté le 12 janvier 2021)
112. ↑  Benjamin Meffre, « Audiences access 19h : Nagui leader en baisse, Cyril Lignac et Jérôme Anthony progressent, "C à vous" leader des talks », sur ozap.com (consulté le 13 janvier 2021)
113. ↑  Benjamin Meffre, « Audiences access 19h : Nagui creuse l'écart, "C à vous" en baisse, "Quotidien" en forme en P1 », sur ozap.com (consulté le 14 janvier 2021)
114. ↑  Benjamin Meffre, « Audiences access 19h : "Tous en cuisine" au plus bas, plus de téléspectateurs pour la P1 de "Quotidien" que "C à vous" », sur ozap.com (consulté le 15 janvier 2021)
115. ↑  Florian Guadalupe, « Audiences access 19h : Nagui en tête, "C à vous" en forme, "TPMP Week-End, le before" au plus haut », sur ozap.com (consulté le 16 janvier 2021)
116. ↑  Benjamin Meffre, « Audiences access 19h : "DNA" leader devant "NOPLP", retour timide pour "Tous en cuisine", Carole Gaessler en forme », sur ozap.com (consulté le 24 août 2021)
117. ↑  Benjamin Meffre, « Audiences access 19h : "DNA" et "N'oubliez pas les paroles" dans un mouchoir de poche, "Tous en cuisine" dévisse », sur ozap.com (consulté le 25 août 2021)
118. ↑  Benjamin Meffre, « Audiences access 19h : "DNA" triomphe, Nagui et Carole Gaessler solides, flop pour le volley sur France 4 », sur ozap.com (consulté le 26 août 2021)
119. ↑  Benjamin Meffre, « Audiences access 19h : "Demain nous appartient" leader en baisse, Cyril Lignac repasse la barre du million », sur ozap.com (consulté le 27 août 2021)
120. ↑  Benjamin Meffre, « Audiences access 19h : "DNA" solide leader, Catherine Matausch au top, "Tous en cuisine" au plus bas », sur ozap.com (consulté le 28 août 2021)
121. ↑  Benjamin Meffre, « Audiences access 19h : Bons retours pour "Quotidien", "C à vous" et "TPMP", "Tous en cuisine" au plus bas », sur ozap.com (consulté le 31 août 2021)
122. ↑  Benjamin Meffre, « Audiences access 19h : "Quotidien" et "C à vous" se maintiennent, "TPMP" en baisse, "Tous en cuisine" en hausse », sur ozap.com (consulté le 1er septembre 2021)
123. ↑  Benjamin Meffre, « Audiences access 19h : "DNA" leader, "C à vous" bondit au million, "Quotidien" et "TPMP" en repli », sur ozap.com (consulté le 17 septembre 2021)
124. ↑  Benjamin Meffre, « Audiences access 19h : "DNA" leader, "Tous en cuisine" faible, "Quotidien" et "TPMP" en baisse », sur ozap.com (consulté le 17 septembre 2021)
125. ↑  Florian Guadalupe, « Audiences access 19h : "DNA" en tête, Nagui en recul, le "19/20" progresse, "Tous en cuisine" au million », sur ozap.com (consulté le 17 septembre 2021)
126. ↑  Benjamin Meffre, « Audiences access 19h : "DNA" petit leader, le "19/20" et "C à vous" en forme, le before de "TPMP" faible », sur ozap.com (consulté le 17 septembre 2021)
127. ↑  Benjamin Meffre, « Audiences access 19h : '"DNA" solide leader, Nagui progresse, "Quotidien" et "C à vous" au coude-à-coude », sur ozap.com (consulté le 17 septembre 2021)
128. ↑  Benjamin Meffre, « Audiences access 19h : "DNA" leader, Cyril Lignac en hausse au million, "C à vous" progresse » (consulté le 17 septembre 2021)
129. ↑  Benjamin Meffre, « Audiences access 19h : "DNA" petit leader, Cyril Lignac sous le million, "La bataille des couples" au top » (consulté le 17 septembre 2021)
130. ↑  Christophe Gazzano, « Audiences access 19h : "Tous en cuisine" sous le million, F3 faible, la P1 de "Quotidien" en hausse, Hanouna recule » (consulté le 17 septembre 2021)
131. ↑  Benjamin Meffre, « Audiences access 19h : Cyril Lignac au million, le "before" de Cyril Hanouna au plus haut », sur ozap.com (consulté le 17 septembre 2021)
132. ↑  Florian Guadalupe, « Audiences access 19h : Nagui en tête, "DNA" au plus bas, record pour "C à vous" et "La bataille des couples" », sur ozap.com (consulté le 17 septembre 2021)
133. ↑  Benjamin Meffre, « Audiences access 19h : Records pour "C à vous" et "Tous en cuisine", "DNA" en petite forme », sur ozap.com (consulté le 17 septembre 2021)
134. ↑  Florian Guadalupe, « Audiences access 19h : Nagui et "Demain nous appartient" au coude-à-coude, "C à vous" repasse sous le million », sur ozap.com (consulté le 17 septembre 2021)
135. ↑  Florian Guadalupe, « Audiences access 19h : "DNA" leader devant Nagui, "C à vous" en forme, "Tous en cuisine" faible », sur ozap.com (consulté le 17 septembre 2021)
136. ↑  Ludovic Galtier, « Audiences access 19h : Castex plus suivi sur TF1 que sur F2, lancement timide pour Lignac, "Quotidien" au plus haut », sur ozap.com (consulté le 18 décembre 2021)
137. ↑  Ludovic Galtier, « Audiences access 19h : Nagui leader en recul devant "DNA" en difficulté, records pour "C à vous" et "TPMP - Le Before" », sur ozap.com (consulté le 18 décembre 2021)
138. ↑  Benjamin Meffre, « Audiences access 19h : La P1 de "Quotidien" au million, Cyril Lignac en baisse, Nagui toujours large leader », sur ozap.com (consulté le 18 décembre 2021)
139. ↑  Benjamin Meffre, « Audiences access 19h : Record pour "Mon plus beau Noël", "Quotidien" et "TPMP" en forme, "DNA" faible », sur ozap.com (consulté le 18 décembre 2021)
140. ↑  Florian Guadalupe, « Audiences access 19h : Record pour "Mon plus beau Noël", "Quotidien" et "TPMP" en forme, "DNA" faible », sur ozap.com (consulté le 18 décembre 2021)
141. ↑  Ludovic Galtier, « Audiences access 19h : Nagui leader devant "DNA" au-dessus des 3 millions, records pour Cyril Lignac », sur ozap.com (consulté le 18 décembre 2021)
142. ↑  Benjamin Meffre, « Audiences access 19h : Nagui leader suivi de "DNA", la P1 de "Quotidien" au million devant le "Before" de "TPMP" », sur ozap.com (consulté le 18 décembre 2021)
143. ↑  Benjamin Meffre, « Audiences access 19h : Le feuilleton de TF1 en hausse, "C à vous" leader des talks, "Quotidien" au million en P1 », sur ozap.com (consulté le 18 décembre 2021)
144. ↑  Benjamin Meffre, « Audiences access 19h : "Quotidien" au top, "Tous en cuisine" et "C à vous" au coude-à-coude, le "19/20" en petite forme », sur ozap.com (consulté le 18 décembre 2021)
145. ↑  Christophe Gazzano, « Audiences access 19h : L'édition spéciale de TF1 leader devant F2, record égalé pour le "Plus beau Noël" de TFX », sur ozap.com (consulté le 18 décembre 2021)
146. ↑  Florian Guadalupe, « Audiences access 19h : Record pour Nagui sur France 2, le "19/20" devant "DNA", le "meilleur" de "C à vous" au million », sur ozap.com (consulté le 21 décembre 2021)
147. ↑  Florian Guadalupe, « Audiences access 19h : Nagui leader en baisse, "Tous en cuisine" en forme, "DNA" faiblit », sur ozap.com (consulté le 22 décembre 2021)
148. ↑  Florian Guadalupe, « Audiences access 19h : Nagui en tête, "Demain nous appartient" remonte, le "meilleur" de "C à vous" en forme », sur ozap.com (consulté le 25 décembre 2021)
149. ↑  Florian Guadalupe, « Audiences access 19h : Nagui leader, "DNA" repasse devant le "19/20", "Tous en cuisine" en hausse », sur ozap.com (consulté le 25 décembre 2021)
150. ↑  Ludovic Galtier, « Audiences access 19h : Nagui en tête devant "DNA" au plus bas, "Tous en cuisine" sur M6 sous le million », sur ozap.com (consulté le 25 décembre 2021)
151. ↑  Ludovic Galtier, « Audiences access 19h : Jean Castex suivi par plus de 9 millions de téléspectateurs, "Le 19/20" au plus bas sur F3 », sur ozap.com (consulté le 28 décembre 2021)
152. ↑  Ludovic Galtier, « Audiences access 19h : Record pour "Le 19/20" de Virna Sacchi devant "DNA", Nagui leader », sur ozap.com (consulté le 29 décembre 2021)
153. ↑  Ludovic Galtier, « Audiences access 19h : Nagui leader en progression, "DNA" double "Le 19/20", le meilleur de "C à vous" proche du million », sur ozap.com (consulté le 30 décembre 2021)
154. ↑  Ludovic Galtier, « Audiences access 19h : Nagui en tête en léger repli, "DNA" conserve une petite avance sur "Le 19/20", F5 performe », sur ozap.com (consulté le 31 décembre 2021)
155. ↑  Ludovic Galtier, « Audiences access 19h : Nagui leader en forme, "Demain nous appartient" faible, "Le Bêtisier de Noël" plébiscité sur C8 », sur ozap.com (consulté le 1er janvier 2022)
156. ↑  Benjamin Meffre, « Audiences access 19h : Record pour "TPMP", retour canon pour "Quotidien", faible démarrage pour "10 couples parfaits" », sur ozap.com (consulté le 4 janvier 2022)
157. ↑  Benjamin Meffre, « Audiences access 19h : Record pour "Quotidien", "C à vous" et "TPMP" en repli, "10 couples parfaits" en légère hausse », sur ozap.com (consulté le 5 janvier 2022)
158. ↑  Benjamin Meffre, « Audiences access 19h : Nagui leader, "DNA" faiblard, "Quotidien" et "TPMP" baissent, "10 couples parfaits" en hausse », sur ozap.com (consulté le 6 janvier 2022)
159. ↑  Benjamin Meffre, « Audiences access 19h : Record pour "Tous en cuisine" sur M6, "10 couples parfaits" au plus bas, Nagui en hausse », sur ozap.com (consulté le 7 janvier 2022)
160. ↑  Ludovic Galtier, « Audiences access 19h : Nagui leader devant "DNA" en repli, "Le 19/20" stable, records pour "TPMP" et "Quotidien », sur ozap.com (consulté le 8 janvier 2022)
161. ↑  Christophe Gazzano, « "Tous en cuisine" : Cyril Lignac revient avec "menus de fêtes" le lundi 28 novembre », sur ozap.com (consulté le 8 novembre 2022)
162. ↑  Ludovic Galtier, « Audiences access 19h : Quel score pour le retour de "Tous en cuisine" avec Cyril Lignac sur M6 ? », sur ozap.com (consulté le 29 novembre 2022)
163. ↑  Ludovic Galtier, « Audiences access 19h : "Le JT" de Gilles Bouleau faible sur TF1 », sur ozap.com (consulté le 30 novembre 2022)
164. ↑  Ludovic Galtier, « Audiences access 19h : Porté par la Coupe du monde et "Ici tout commence", Gilles Bouleau progresse sur TF1 », sur ozap.com (consulté le 1er décembre 2022)
165. ↑  Benjamin Rabier, « Audiences access 19h : Nagui leader incontesté sur France 2, "Quotidien" en forme sur TMC », sur ozap.com (consulté le 2 décembre 2022)
166. ↑  Benjamin Rabier, « Audiences access 19h : Petit lancement pour le Téléthon 2022, Cyril Lignac en hausse sur M6 », sur ozap.com (consulté le 3 décembre 2022)
167. ↑  Ludovic Galtier, « Audiences access 19h : "Tous en cuisine" dans sa fourchette haute sur M6 », sur ozap.com (consulté le 6 décembre 2022)
168. ↑  Tom Kerkour, « Audiences access 19h : Nagui large leader sur France 2 », sur ozap.com (consulté le 7 décembre 2022)
169. ↑  Tom Kerkour, « Audiences access 19h : "N'oubliez pas les paroles" et "Ici tout commence" au coude à coude », sur ozap.com (consulté le 8 décembre 2022)
170. ↑  Tom Kerkour, « Audiences access 19h : "N'oubliez pas les paroles" reprend de l'avance sur la concurrence », sur ozap.com (consulté le 9 décembre 2022)
171. ↑  Christophe Gazzano, « Audiences access 19h : Coup de mou pour "Tous en cuisine" sur M6 », sur ozap.com (consulté le 10 décembre 2022)
172. ↑  Tom Kerkour, « Audiences access 19h : Record pour le "19/20" de France 3 de Carole Gaessler avec trois millions de téléspectateurs », sur ozap.com (consulté le 13 décembre 2022)
173. ↑  Ludovic Galtier, « Audiences access 19h : Nagui creuse l'écart, "Quotidien" en petite forme », sur ozap.com (consulté le 14 décembre 2022)
174. ↑  Ludovic Galtier, « Audiences access 19h : Grâce aux Bleus, "Le JT" de Gilles Bouleau s'envole et explose son record », sur ozap.com (consulté le 15 décembre 2022)
175. ↑  Ludovic Galtier, « Audiences access 19h : Quel score pour les 15 ans de "N'oubliez pas les paroles !" sur France 2 ? », sur ozap.com (consulté le 16 décembre 2022)
176. ↑  Florian Guadalupe, « Audiences access 19h : Cyril Lignac et "C à vous" au coude-à-coude », sur ozap.com (consulté le 17 décembre 2022)
177. ↑  Tom Kerkour, « Audiences access 19h : Quel score pour le retour de "Demain nous appartient" et "L'ABC de Bertrand Chameroy" ? », sur ozap.com (consulté le 20 décembre 2022)
178. ↑  Tom Kerkour, « Audiences access 19h : Nagui s'offre un record d'audience avec "N'oubliez pas les paroles" », sur ozap.com (consulté le 21 décembre 2022)
179. ↑  Benjamin Rabier, « Audiences access 19h : "Tous en cuisine" avec Cyril Lignac au plus haut sur M6 », sur ozap.com (consulté le 22 décembre 2022)
180. ↑  Benjamin Rabier, « Audiences access 19h : "Demain nous appartient" en baisse sur TF1, France 3 en forme », sur ozap.com (consulté le 23 décembre 2022)
181. ↑  Benjamin Rabier, « Audiences access 19h : "Tous en cuisine" proche de son record, "Demain nous appartient" remonte », sur ozap.com (consulté le 24 décembre 2022)
182. ↑  Ludovic Galtier, « Audiences access 19h : "N'oubliez pas les paroles !" tout proche de son record, "DNA" en délicatesse sur TF1 », sur ozap.com (consulté le 27 décembre 2022)
183. ↑  Ludovic Galtier, « Audiences access 19h : David Boeri et Ingrid Chauvin au coude-à-coude, Cyril Lignac dans sa fourchette haute sur M6 », sur ozap.com (consulté le 28 décembre 2022)
184. ↑  Ludovic Galtier, « Audiences access 19h : Record pour "N'oubliez pas les paroles !" avec Nagui sur France 2 », sur ozap.com (consulté le 29 décembre 2022)
185. ↑  Ludovic Galtier, « Audiences access 19h : Record pour le "19/20" de France 3 qui se rapproche de "N'oubliez pas les paroles !" et Nagui », sur ozap.com (consulté le 30 décembre 2022)
186. ↑  Maxime Fettweis, « Audiences access : Quel score pour le retour de Cyril Lignac dans "Tous en cuisine" sur M6 ? », sur ozap.com (consulté le 8 août 2023)
187. ↑  Maxime Fettweis, « Audiences access : Carole Gaessler pulvérise son record à la tête de "Aux jeux citoyens" sur France 3 », sur ozap.com (consulté le 9 août 2023)
188. ↑  Maxime Fettweis, « Audiences access : Julien Arnaud leader de l'info en repli, "Aux jeux citoyens" repasse sous le million », sur ozap.com (consulté le 10 août 2023)
189. ↑  Maxime Fettweis, « Audiences access : Le "20 Heures" de Karine Baste sur France 2 resserre l'écart face à Julien Arnaud, leader sur TF1 », sur ozap.com (consulté le 11 août 2023)
190. ↑  Benjamin Rabier, « Audiences access : "Aux jeux, citoyens !" plonge et réalise sa pire performance en nombre de téléspectateurs sur France 3 », sur ozap.com (consulté le 12 août 2023)
191. ↑  « Audiences access : Nagui devant "Demain nous appartient", un écart réduit entre les JT de TF1 et France 2 », sur ozap.com (consulté le 15 août 2023)
192. ↑  Maxime Fettweis, « Audiences access : Cyril Lignac réalise sa plus faible part d'audience dans "Tous en cuisine" depuis son retour sur M6 », sur ozap.com (consulté le 16 août 2023)
193. ↑  Florian Guadalupe, « Audiences access : Nagui frôle son record de saison sur France 2 », sur ozap.com (consulté le 17 août 2023)
194. ↑  Florian Guadalupe, « Audiences access : Près d'un million de téléspectateurs entre Julien Arnaud et Karine Baste », sur ozap.com (consulté le 18 août 2023)
195. ↑  Florian Guadalupe, « Audiences access : En chute, "C'est la famille" à son plus bas sur W9 », sur ozap.com (consulté le 19 août 2023)
196. ↑  Florian Guadalupe, « Audiences access : Quel score pour le retour de Gilles Bouleau au "20 Heures" de TF1 ? », sur ozap.com (consulté le 23 août 2023)
197. ↑  Florian Guadalupe, « Audiences access : Gilles Bouleau devance Karine Baste de près de 2 millions de téléspectateurs », sur ozap.com (consulté le 23 août 2023)
198. ↑  Maxime Fettweis, « Audiences access : Quel score pour l'interview de Nicolas Sarkozy au "20 Heures" de TF1 ? », sur ozap.com (consulté le 24 août 2023)
199. ↑  Maxime Fettweis, « Audiences access : Quels scores pour les Championnats du monde d'athlétisme à Budapest sur France 2 et France 3 ? », sur ozap.com (consulté le 25 août 2023)
200. ↑  Maxime Fettweis, « Audiences access : Quel score pour le retour d'Anne-Claire Coudray au "20 Heures" de TF1 ? », sur ozap.com (consulté le 26 août 2023)
201. ↑  Maxime Fettweis, « Audiences access : Anne-Sophie Lapix au top pour sa rentrée, "Scènes de ménages" fait mieux que "En famille" sur M6 », sur ozap.com (consulté le 29 août 2023)
202. ↑  Florian Guadalupe, « Audiences access : Gilles Bouleau domine Anne-Sophie Lapix, Xavier de Moulins et "Scènes de ménages" en forme », sur ozap.com (consulté le 30 août 2023)
203. ↑  Florian Guadalupe, « Audiences access : "Aux jeux citoyens" à son plus bas sur France 3 », sur ozap.com (consulté le 31 août 2023)
204. ↑  Florian Guadalupe, « Audiences access : Succès pour "Scènes de ménages" sur M6, "Tout le sport" en forme », sur ozap.com (consulté le 1er septembre 2023)
205. ↑  Benjamin Rabier, « Audiences access : La rentrée de Laurent Delahousse permet au "20 Heures" de France 2 de gagner 900.000 téléspectateurs sur une semaine », sur ozap.com (consulté le 2 septembre 2023)
206. ↑  Maxime Fettweis, « Audiences access 19h : Quel score pour le retour de Cyril Lignac dans "Tous en cuisine" sur M6 ? », sur ozap.com (consulté le 30 novembre 2023)
207. ↑  Maxime Fettweis, « Audiences access 19h : Nagui large leader, "C à vous" en forme, Cyril Lignac en hausse », sur ozap.com (consulté le 30 novembre 2023)
208. ↑  Maxime Fettweis, « Audiences access 19h : Cyril Hanouna et "Touche pas à mon poste" en hausse, Cyril Lignac continue de grimper avec "Tous en cuisine" sur M6 », sur ozap.com (consulté le 30 novembre 2023)
209. ↑  Maxime Fettweis, « Audiences access 19h : Nagui et "N'oubliez pas les paroles" pulvérisent leur record sur France 2 », sur ozap.com (consulté le 30 novembre 2023)
210. ↑  Maxime Fettweis, « Audiences access 19h : "Quotidien" sur TMC et "Paf avec Baba" proches de leur plus faible score », sur ozap.com (consulté le 30 novembre 2023)
211. ↑  Maxime Fettweis, « Audiences access 19h : Anne-Elisabeth Lemoine et "C à vous" sur France 5 vaincus par Cyril Lignac sur M6 », sur ozap.com (consulté le 30 novembre 2023)
212. ↑  Benjamin Rabier, « Audiences access 19h : Le parcours de Laurens enflamme les performances de "N'oubliez pas les paroles" sur France 2 », sur ozap.com (consulté le 30 novembre 2023)
213. ↑  Maxime Fettweis, « Audiences access 19h : Double record de saison pour "4 mariages pour 1 lune de miel" sur TFX », sur ozap.com (consulté le 30 novembre 2023)
214. ↑  Maxime Fettweis, « Audiences access 19h : Dopé par les performances de Laurens, "N'oubliez pas les paroles" égale sa meilleure part d'audience de saison », sur ozap.com (consulté le 30 novembre 2023)
215. ↑  Ludovic Galtier Lloret, « Audiences access 19h : Grâce à Laurens, Nagui tutoie les 20% de PDA, record égalé pour "C à vous", Cyril Hanouna à son plus haut », sur ozap.com (consulté le 30 novembre 2023)
216. ↑  Ludovic Galtier Lloret, « Audiences access 19h : Portée par Laurens, "N'oubliez pas les paroles !" avec Nagui explose son record de saison sur France 2 », sur ozap.com (consulté le 30 novembre 2023)
217. ↑  Maxime Fettweis, « Audiences access 19h : Moins de 20.000 téléspectateurs d'écart entre la P1 et "Quotidien" et de "Touche pas à mon poste" », sur ozap.com (consulté le 30 novembre 2023)
218. ↑  Maxime Fettweis, « Audiences access 19h : Laurens permet à "N'oubliez pas les paroles" de foudroyer son record de saison sur France 2 », sur ozap.com (consulté le 30 novembre 2023)